# Conty
Pour les articles homonymes, voir Conty (homonymie).
Conty est une commune française située dans le département de la Somme en région Hauts-de-France.
Le petit bourg était le siège de la principauté de Conti.

## Géographie

### Localisation
Conty est un bourg picard de l'Amiénois.
À vol d'oiseau, la commune est située à 20 km au sud-ouest d'Amiens et à 34 km au nord de Beauvais.
Le territoire de la commune est limitrophe de ceux de dix communes.
Les communes limitrophes sont  Belleuse, Bosquel, Contre, Fleury, Frémontiers, Monsures, Namps-Maisnil, Rogy, Velennes et Ô-de-Selle.

### Hydrographie

#### Réseau hydrographique

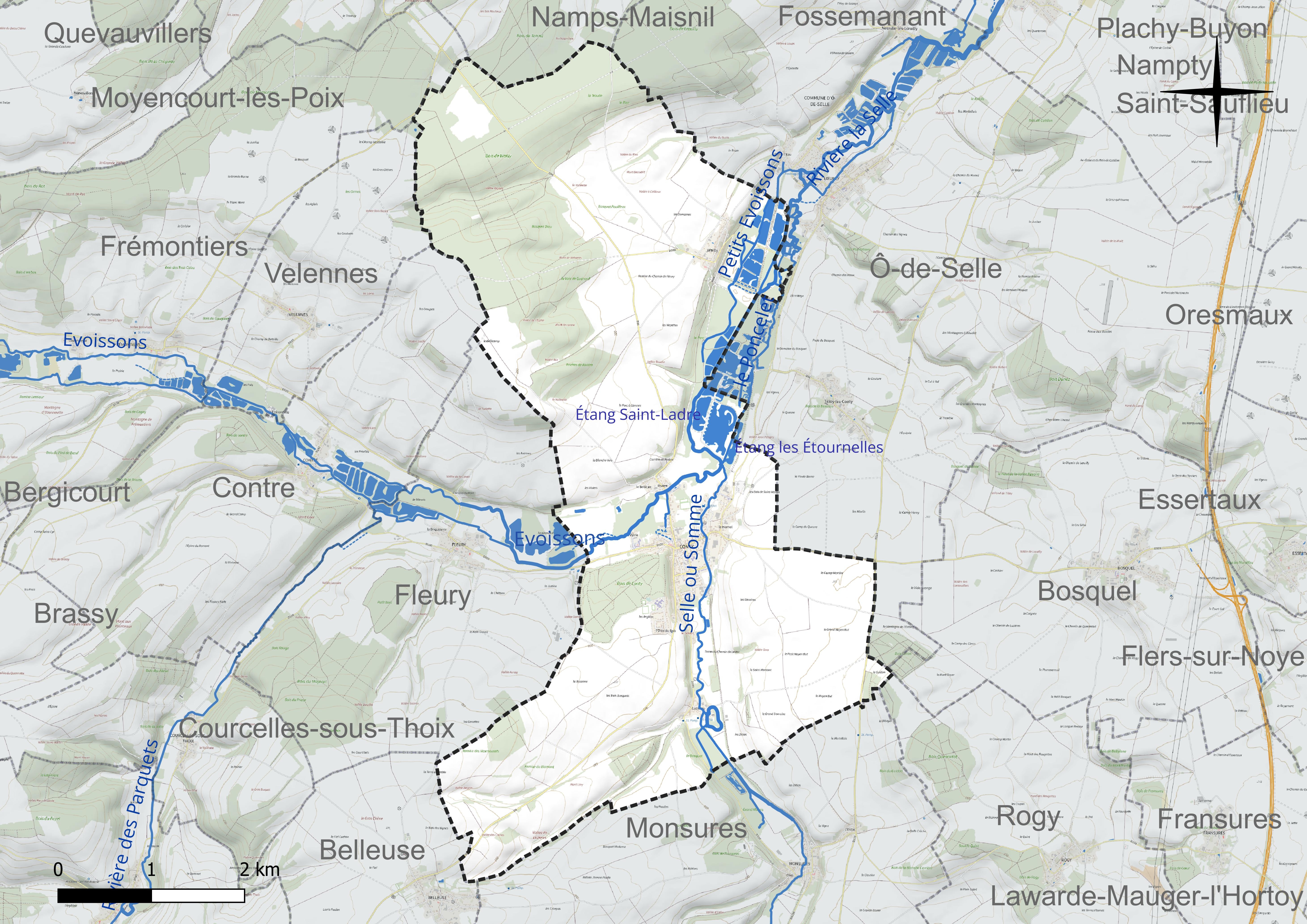
Le réseau hydrographique de Conty.

La commune est située dans le bassin Artois-Picardie. 
Elle est drainée par la Selle ou Somme, les Petits Évoissons, le ruisseau le poncelet et divers autres petits cours d'eau.
La Selle, d'une longueur de 39 km, prend sa source dans la commune de Catheux et se jette  dans la Somme canalisée à Amiens, après avoir traversé 16 communes. Le bassin de la Selle, affluent de la rive gauche de la Somme, est formé de divers petits embranchements qui se réunissent tous, soit en amont, soit au milieu même de Conty. La rivière des Évoissons, seul véritable cours d'eau à grossir la Selle, reçoit la rivière de Poix et le ruisseau des Parquets,.
La rivière des Évoissons, d'une longueur de 25 km, prend sa source dans la commune de Hescamps et se jette  dans la Selle sur la commune, après avoir traversé douze communes. 
Deux plans d'eau complètent le réseau hydrographique : l'étang les étournelles, d'une superficie totale de 2,5 ha (1,6 ha sur la commune) et l'étang Saint-Ladre (4,3 ha),.

Conty est sur la confluence des Évoissons et de la Selle au sud du bassin de la Somme.
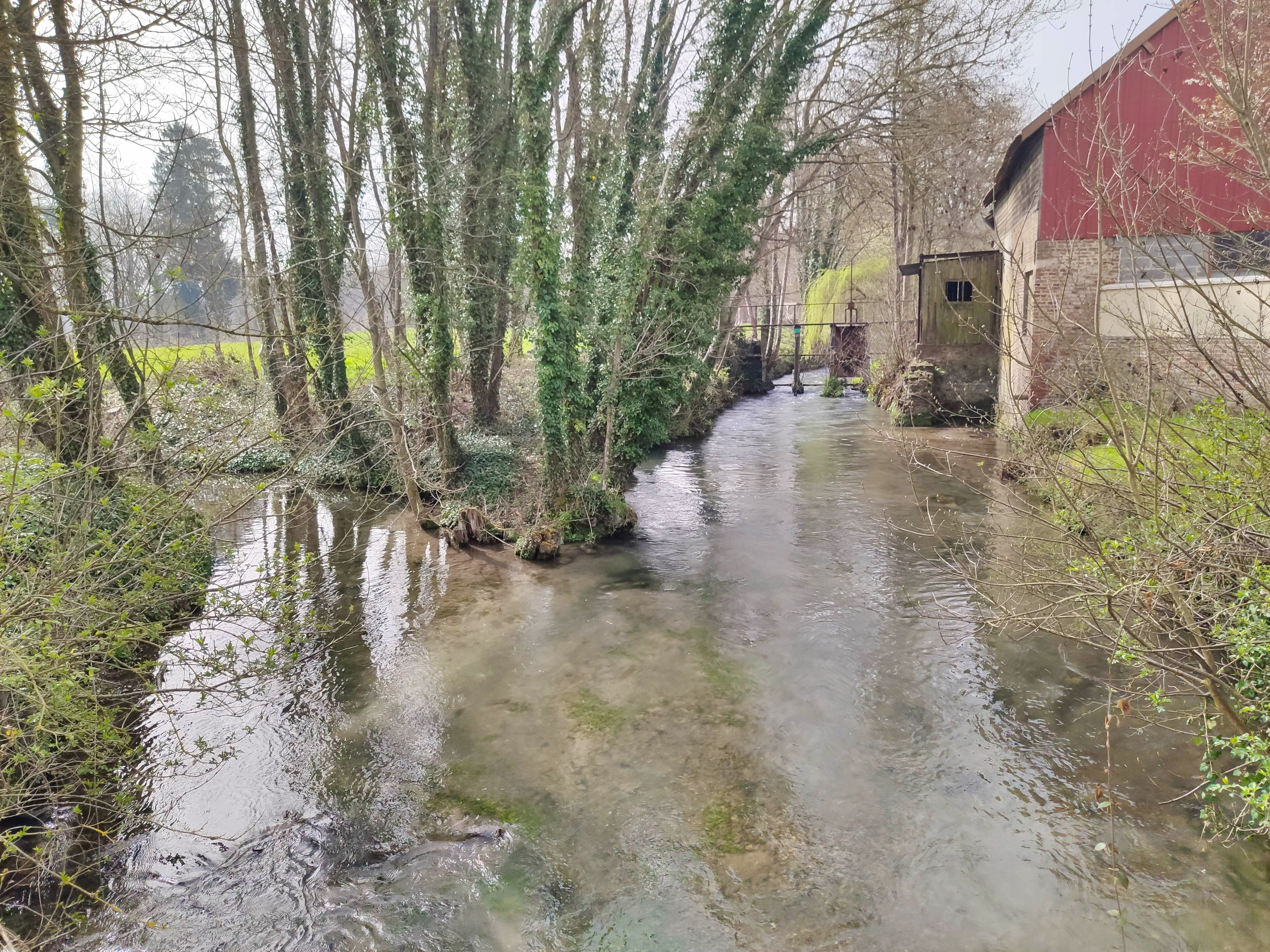
La Selle à Luzières. A gauche, l'exutoire de la pièce d'eau du château.
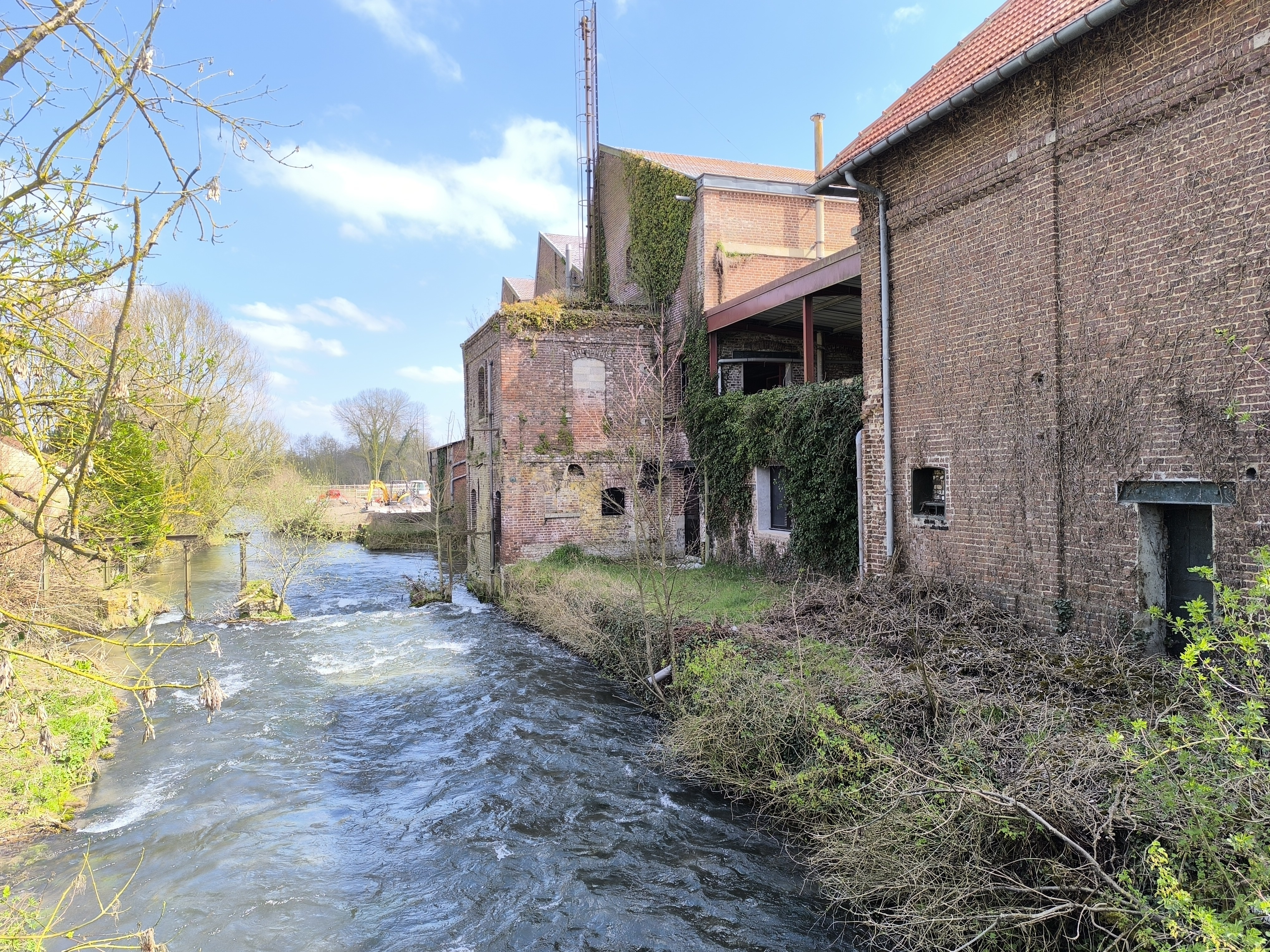
Les Evoissons et l'ancien moulin, devenu Les Orchidées

#### Gestion et qualité des eaux
Le territoire communal est couvert par le schéma d'aménagement et de gestion des eaux (SAGE) « Somme aval et Cours d'eau côtiers ». Ce document de planification concerne un territoire de 1 835 km2 de superficie, délimité par le bassin versant de la Somme canalisée. Le périmètre a été arrêté le 29 avril 2010 et le SAGE proprement dit a été approuvé le 6 août 2019. La structure porteuse de l'élaboration et de la mise en œuvre est le syndicat mixte d'aménagement hydraulique du bassin versant de la Somme (AMEVA).
La qualité des cours d'eau peut être consultée sur un site dédié géré par les agences de l'eau et l'Agence française pour la biodiversité.

### Climat
Pour des articles plus généraux, voir Climat des Hauts-de-France et Climat de la Somme.
En 2010, le climat de la commune est de type climat océanique dégradé des plaines du Centre et du Nord, selon une étude du CNRS s'appuyant sur une série de données couvrant la période 1971-2000. En 2020, Météo-France publie une typologie des climats de la France métropolitaine dans laquelle la commune est exposée à un climat océanique et est dans la région climatique Nord-est du bassin Parisien, caractérisée par un ensoleillement médiocre, une pluviométrie moyenne régulièrement répartie au cours de l'année et un hiver froid (3 °C).
Pour la période 1971-2000, la température annuelle moyenne est de 10,7 °C, avec une amplitude thermique annuelle de 13,8 °C. Le cumul annuel moyen de précipitations est de 724 mm, avec 11,8 jours de précipitations en janvier et 8,4 jours en juillet. Pour la période 1991-2020, la température moyenne annuelle observée sur la station météorologique la plus proche, située sur la commune de Rouvroy-les-Merles à 18 km à vol d'oiseau, est de 10,7 °C et le cumul annuel moyen de précipitations est de 647,9 mm,. Pour l'avenir, les paramètres climatiques de la commune estimés pour 2050 selon différents scénarios d'émission de gaz à effet de serre sont consultables sur un site dédié publié par Météo-France en novembre 2022.

## Urbanisme

### Typologie
Au 1er janvier 2024, Conty est catégorisée bourg rural, selon la nouvelle grille communale de densité à sept niveaux définie par l'Insee en 2022.
Elle est située hors unité urbaine. Par ailleurs la commune fait partie de l'aire d'attraction d'Amiens, dont elle est une commune de la couronne,. Cette aire, qui regroupe 369 communes, est catégorisée dans les aires de 200 000 à moins de 700 000 habitants,.

### Occupation des sols

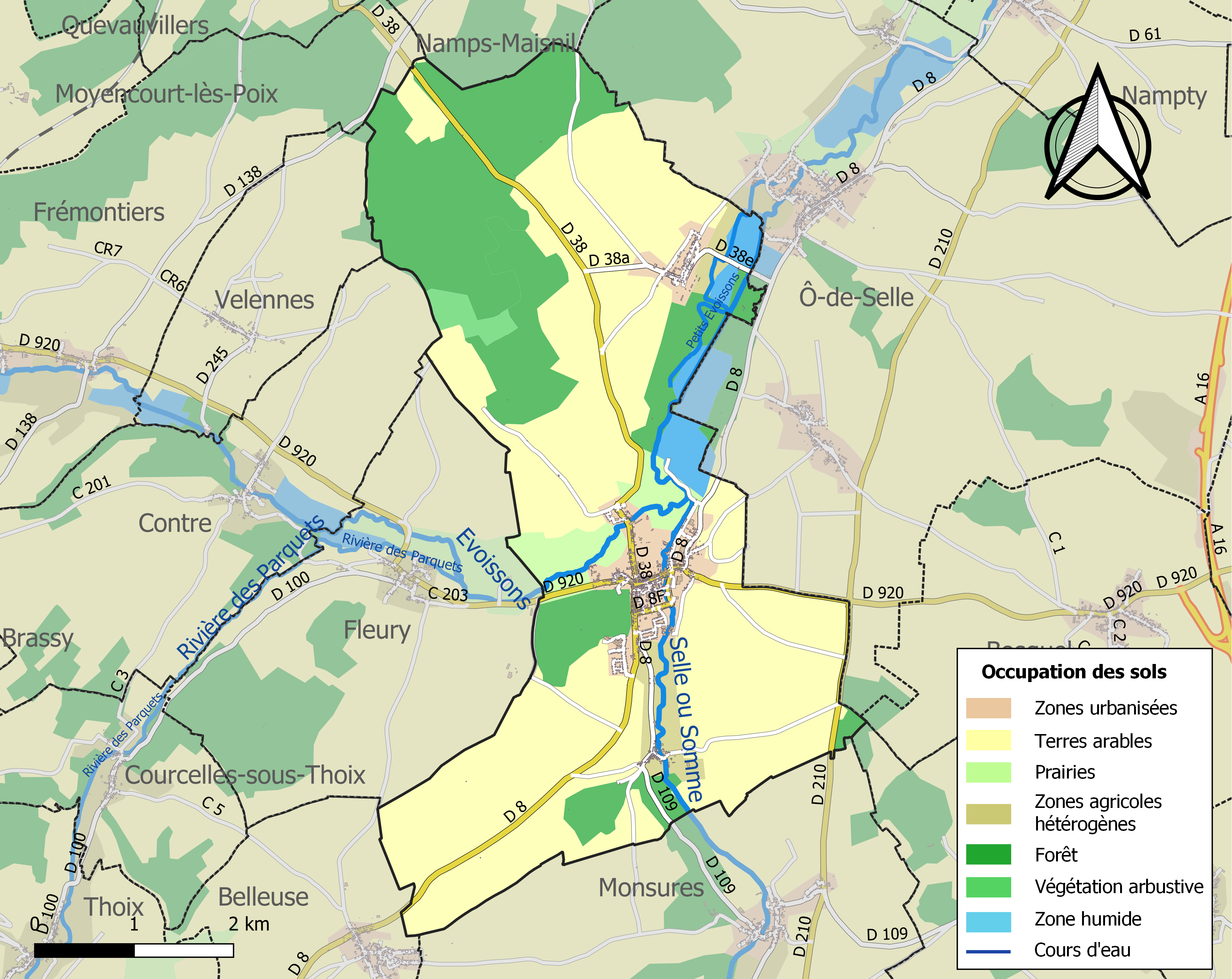
Carte des infrastructures et de l'occupation des sols de la commune en 2018 (CLC).

L'occupation des sols de la commune, telle qu'elle ressort de la base de données européenne d'occupation biophysique des sols Corine Land Cover (CLC), est marquée par l'importance des territoires agricoles (62,9 % en 2018), une proportion identique à celle de 1990 (62,9 %). 
La répartition détaillée en 2018 est la suivante : terres arables (56 %), forêts (27,6 %), zones urbanisées (6 %), prairies (3,7 %), zones agricoles hétérogènes (3,1 %), eaux continentales (2,5 %), milieux à végétation arbustive et/ou herbacée (1,1 %). 
L'évolution de l'occupation des sols de la commune et de ses infrastructures peut être observée sur les différentes représentations cartographiques du territoire : la carte de Cassini (XVIIIe siècle), la carte d'état-major (1820-1866) et les cartes ou photos aériennes de l'IGN pour la période actuelle (1950 à aujourd'hui).

### Hameaux et écarts
- Hameau de Luzières.
- Village de Wailly (Somme), qui était une commune jusqu'en 1973[20].

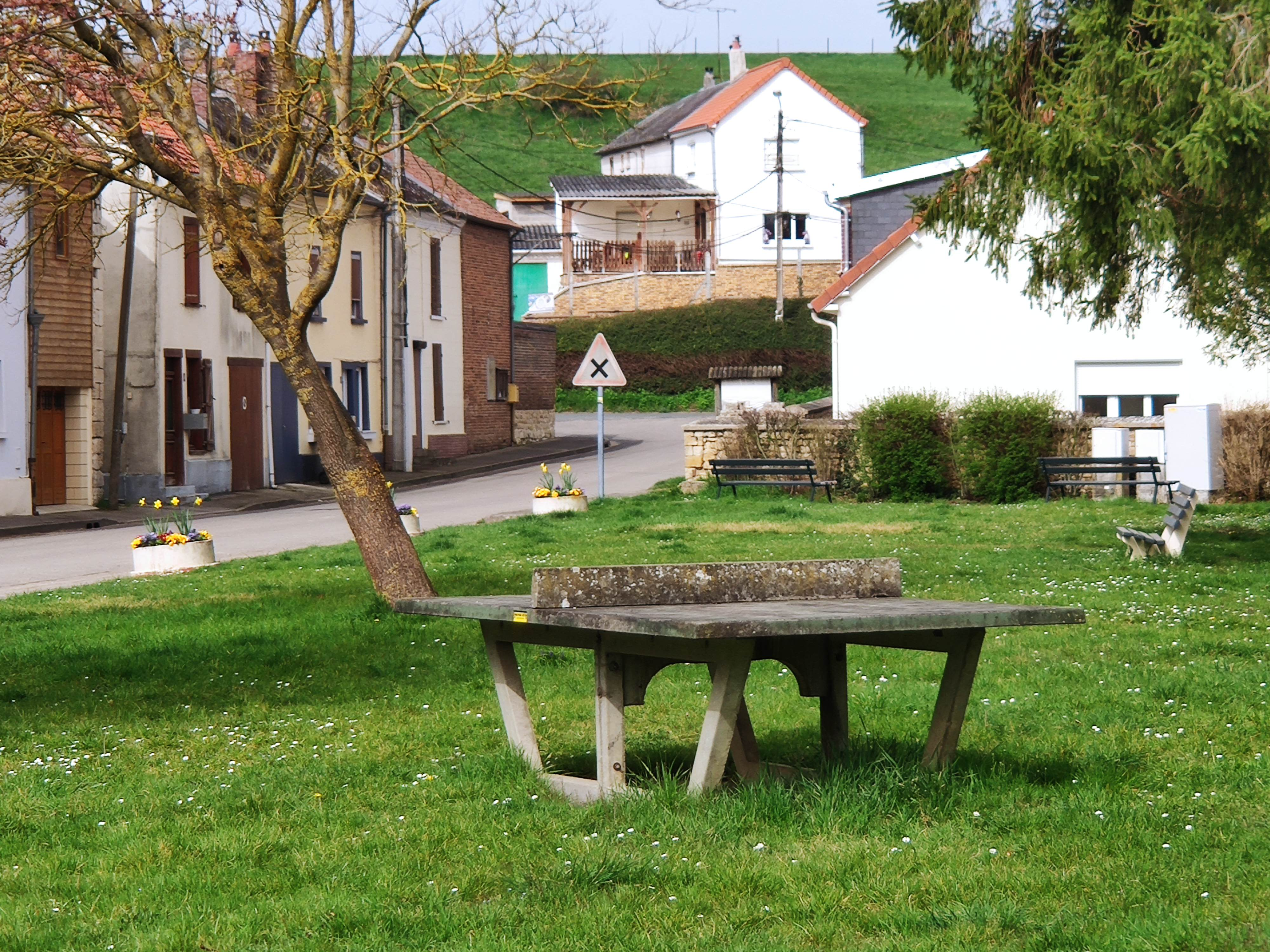
La placette près du château de Luzières.

### Habitat et logement
En 2021, le nombre total de logements dans la commune était de 831, alors qu'il était de 753 en 2016 et de 738 en 2011. 
Parmi ces logements, 86,6 % étaient des résidences principales, 1,6 % des résidences secondaires et 11,9 % des logements vacants. Ces logements étaient pour 85,8 % d'entre eux des maisons individuelles et pour 14,2 % des appartements. 
Le tableau ci-dessous présente la typologie des logements à Conty en 2021 en comparaison avec celle de la Somme et de la France entière. Une caractéristique marquante du parc de logements est ainsi la faible proportion des résidences secondaires et logements occasionnels (1,6 %) par rapport au département (8,4 %) et à la France entière (9,7 %). 
| Typologie                                               | Conty | Somme | France entière |
| ------------------------------------------------------- | ----- | ----- | -------------- |
| Résidences principales (en %)                           | 86,6  | 83,1  | 82,2           |
| Résidences secondaires et logements occasionnels (en %) | 1,6   | 8,4   | 9,7            |
| Logements vacants (en %)                                | 11,9  | 8,5   | 8,1            |

### Planification de l'aménagement
La commune est concernée par le projet de Plan local d'urbanisme intercommunal du Contynois, qui couvre 21 communes, soit 9 533 habitants en 2016 et qui est  porté par la communauté de communes Somme Sud-Ouest. Approuvé par les élus en 2023 après enquête publique, il prévoit sur l'ensemble de son périmètre la réalisation de 460 logements d'ici 2032 sur 42,5 hectares et le développement ou la création de 54,5 hectares de zones à vocation économique. Il est critiqué par les services de l'État qui estiment que ce document d'urbanisme ne met pas suffisamment en œuvre les règles du zéro artificialisation nette (ZAN), en surestimant des besoins en logements neufs, en sous-estimant le nombre des logements vacants, et demandant une meilleure prise en compte de l'environnement, de la biodiversité, des paysages, des zones humides, notamment à Conty, Lœuilly, Nampty, Monsures, Thoix, Velennes, Frémontiers,,.

### Voies de communication et transports
Le bourg  est aisément accessible depuis la sortie   17 de l'autoroute A16  et est desservie par l'ex-RN 320 (actuelle RD 920), ainsi que par les RD8 (route de la Vallée de la Selleà et RD 210, qui le relie à Amiens.
En 2019, le bourg est desservi par la ligne d'autocars no 29 (Crévecœur-le-Grand - Conty - Amiens)  du réseau interurbain Trans'80 Hauts-de-France.

## Toponymie
Le nom de la localité est attesté sous les formes Conteium en 1042, 1203, 1230 ; Conteyum en 1066 ; Conteiense castellum en 1069 ; Honor Conteiensis en 1069 ; Contiacum en 1142 ; Conty en 1161 ; Cunteium en 1169 ; Contheium en 1190 ; Conti en 1194 ; Conthiacum en 1269 ; Contheyum en 1301 ; Conthy en 1303 ; Courty en 1423 ; Contis en 1607 ; Comty en 1682.

## Histoire
La Selle, le bois et le promontoire (dominant toute la vallée et où plus tard se dressera le château) sont des facteurs qui incitèrent l'homme à s'y installer. L'histoire de Conty semble d'une grande richesse mais peu de documents sont parvenus jusqu'à nous de la période concernant le premier millénaire de notre ère.

### Préhistoire
Concernant les temps les plus anciens, des fouilles récentes (effectuées lors du décaissement d'une carrière), près de la Selle, ont mis au jour des ossements et des restes de vie en communauté datant des hommes préhistoriques.

### Antiquité
Au milieu du Ve siècle, vers 450, Attila et ses hordes de Huns auraient détruit Conty, comme ils saccagèrent Amiens et rasèrent Grandvilliers.
Conty est située sur l'ancienne voie romaine conduisant à Beauvais, qui est appelée chaussée Brunehaut. Les Romains ayant l'habitude d'enterrer leurs morts sur les bords des chemins, deux tombes datant de l'époque gallo-romaine sont découvertes près du cimetière Saint-Martin, lors de terrassements, le 21 septembre 1848. Le voisinage du cimetière de Conty aurait été, dans des temps reculés, un lieu consacré aux inhumations.
Conty doit sa renommée à la source de Saint-Antoine qui aurait des vertus, et qui jaillit, dit-on, sous l'autel de l'église Saint-Antoine.

### Moyen Âge
Au cours du IXe siècle, les Vikings pillent les lieux. Leurs pillages et sauvageries amènent les populations à se réunir en une société hiérarchiquement mieux organisée et contribrent à l'installation de la féodalité.
C'est au Xe siècle que s'établit la première organisation féodale à Conty. Le tout premier seigneur, nommé Oger de Conty, est cité en 1044. Cette première famille féodale aurait aussi eu Poix et le titre de vicomte d'Amiens, sous la suzeraineté des comtes de Breteuil et des comtes d'Amiens.
Au XIe siècle, les seigneuries de Poix et de Conty, qui avaient fait partie du Beauvaisis, étaient des vicomtés dépendant du comté d'Amiens. Ces deux bourgs accueillaient par moitié la justice de la prévôté du Beauvaisi, dont le siège fut transféré par la suite à Grandvilliers.
Vers 1300, Agnès de Conty, fille d'Eustache, est, après son père, dame de Conty et de Hallencourt et transmet la seigneurie à son mari Wauthier II du Hamel, vassal de  l'Abbaye Saint-Pierre de Corbie. En 1426, Isabelle du Hamel transmet la seigneurie à son époux Colart de Mailly, reçu sénéchal du Vermandois le 25 février 1425 : sans postérité, c'est alors Ferry Ier de Mailly, frère de Colart, qui hérite vers 1484. Celui-ci, comme son frère, combat avec les Bourguignons, mais il se rallie au roi de France en 1450.
Les guerres médiévales ont, comme ailleurs, considérablement rétréci la surface du bourg, beaucoup plus importante autrefois (au temps où il y avait moins à craindre en dehors de murailles).
La châtellenie de Conty disposait des fiefs de Rivière, du Hamel, de Luzières, de Moienbus, de Noyenne et de Rivery, le Clos Saint-Ladre.
Adrien de Mailly obtient du roi en 1486, l'établissement de deux foires par an, et un marché-franc, tous les vendredis de l'année, pour la vente du blé dans Conty.

### Époque moderne
Les Mailly, sires de Conty, se sont fondus au XVIe siècle dans la Maison de Roye, comtes de Roucy, Madeleine de Mailly, arrière-petite-fille de Ferry Ier épousant Charles de Roye  le 27 août 1528, au château de Saint-Germain-en-Laye en présence du roi François Ier : par le mariage de leur fille Éléonore de Roye avec Louis Ier de Bourbon-Condé en 1551, les princes de Condé en héritent, puis leur branche cadette de Bourbon-Conti.
Conty compte alors de nombreuses rues aujourd'hui disparues ou rebaptisées : rue Moyart, rue de Lombardie (à la suite de l'installation des Lombards (banquiers) à Amiens), rue de Thilloy, rue du Mesnil, rue de Pecquerine, rue de la Chaussée ou rue à l'Eau (ainsi appelée car la source de Saint-Antoine y coulait et un lavoir public y était établi), rue dite Ouin, rue Verte, rue de Ville. Il y avait aussi des moulins à drap, à papier et à tan, mus par le courant de la rivière Selle.
Lors des Guerres de Religion, en 1589, le château est pris par les Ligueurs de la ville d'Amiens.
En 1691, le 3 avril, sur les 6 heures du matin, un incendie se déclare dans la grande rue, près de l'église, chez Charles Englart qui meurt avec sa femme en voulant sauver quelques meubles. Sept maisons ont brûlé. De nombreux autres incendies (dans les années 1709, 1734, 1809, 1812, 1825, 1827) ont apporté la désolation dans le bourg.
En 1758, une inondation considérable se forme par suite de la fonte des neiges.

### Révolution française et Empire
Lors de la Révolution française, en 1790, à cause d'émeutes, un peloton de gendarmes et de Gardes nationaux a été appelé pour rétablir l'ordre dans le bourg.

### Époque contemporaine
En 1832, Conty subit les ravages du choléra-morbus. L'apparition de cette maladie serait expliquée par les nombreux marais environnants.
En 1841, Camille Rouillon installe à Conty une fabrique de papier alimentée par la force de la Selle, agrandie en 1874 et 1880. En 1896, la papeterie dispose d'une machine à vapeur, mais la turbine hydraulique serait encore en place. 
Vers 1850, la halle d'autrefois, assez vaste, bâtie en charpente avec des bas-côtés et couverte en tuiles, est détruite par un incendie et remplacée par une construction en briques, couverte en ardoises conçue par l'architecte Firmin Lombard. Elle comportait également le bureau du maire, la salle du conseil municipal, le bureau du juge de paix, ainsi qu'un grenier à grains.
La gare de Conty, située sur la ligne Beauvais - Amiens, est mise en service en 1876 et facilite les déplacements des habitants et le développement de l'économie locale. Le service voyageurs a cessé en 1939, et, après la fin de l'exploitation ferroviaire vers 1979, sa plate-forme a été transformée en chemin de promenade, la Coulée verte, qui relie Crèvecœur-le-Grand à Vers-sur-Selles.

Horaires de la ligne en 1890
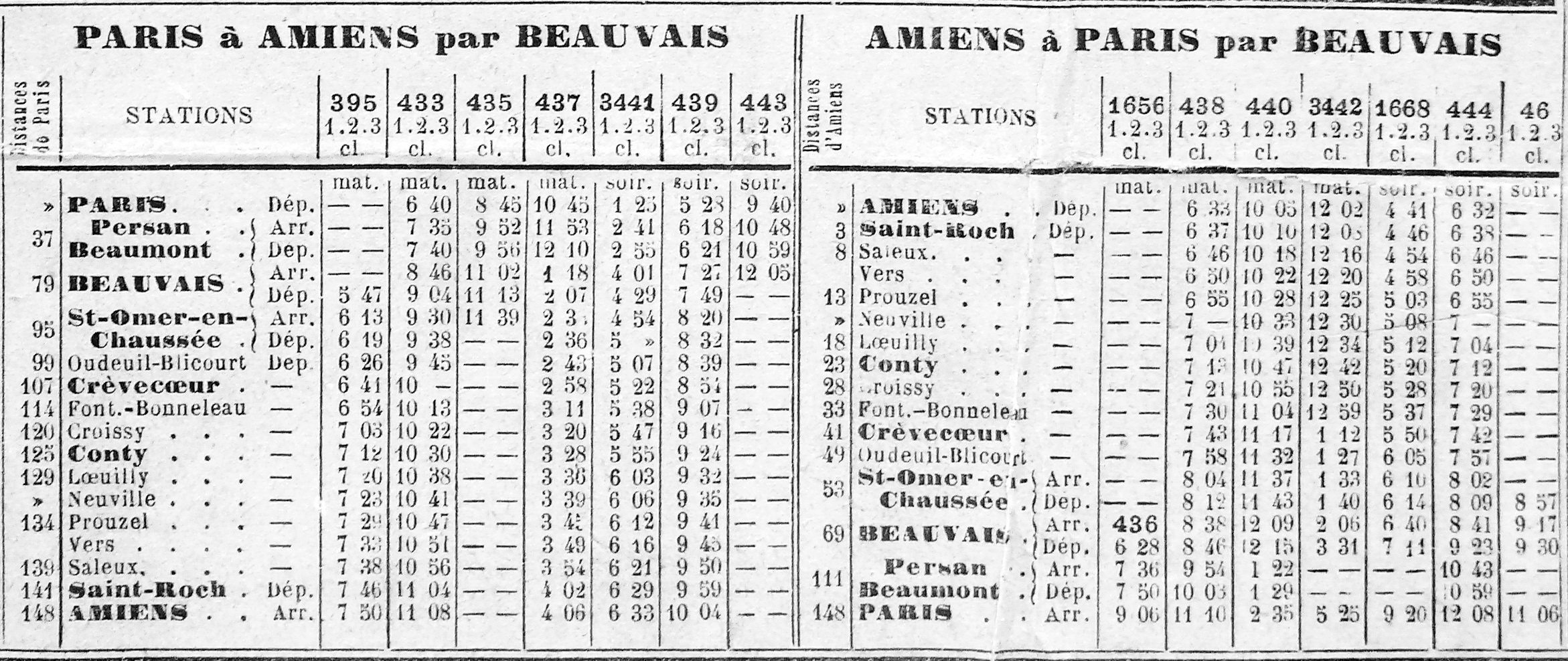

À la fin du XIXe siècle, les frères anglais Battersby exploitent rue Henri-Dunant une fabrique de chapeaux melons en feutre  fabriqué avec avec du poil de lapin importé d’Australie et achètent en 1907 l'ancienne papeterie qu'ils transforment pour les besoins de la chapellerie. Afin de loger les contremaitres et ouvriers, ils font construire le quartier anglais, qui se trouve au sud de la commune, rue des écoles, à 300 m. de l'usine. Celle-ci fonctionne jusqu'à la fin des années 1950. Lors de leur retour à Manchester, le quartier est repris en 1938 par la famille française Moreau, et les installations industrielles de l'ancien moulin à eau sont utilisées à partir de 1962 par un fabriquant de linoleum, puis par diverses entreprises,,. Un graf peint sur le transformateur près du supermarché, ainsi que la rue des Chapeliers rappellent cette partie de l'histoire de la ville.

Conty au tout début du XXe siècle
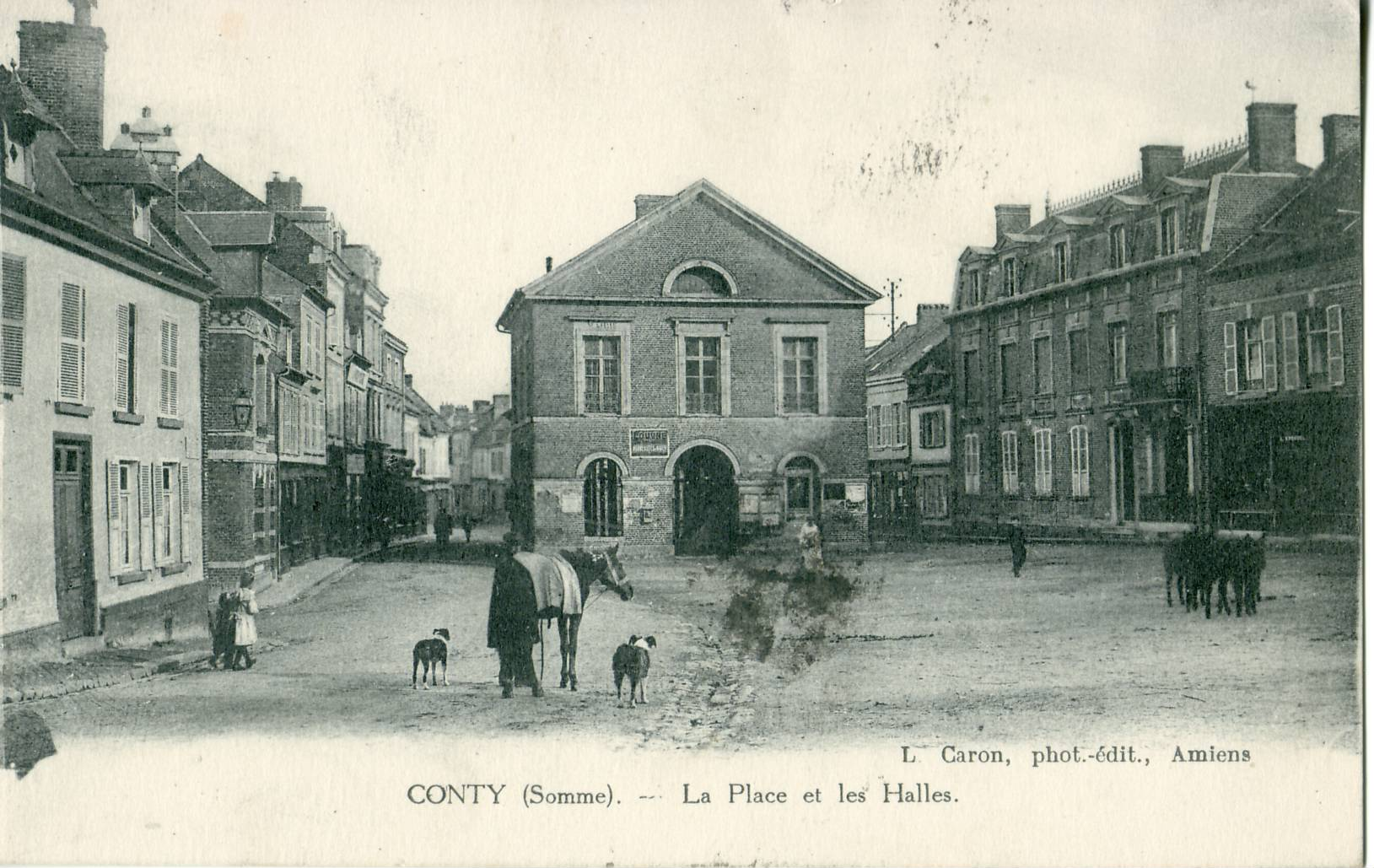
Les anciennes halles.
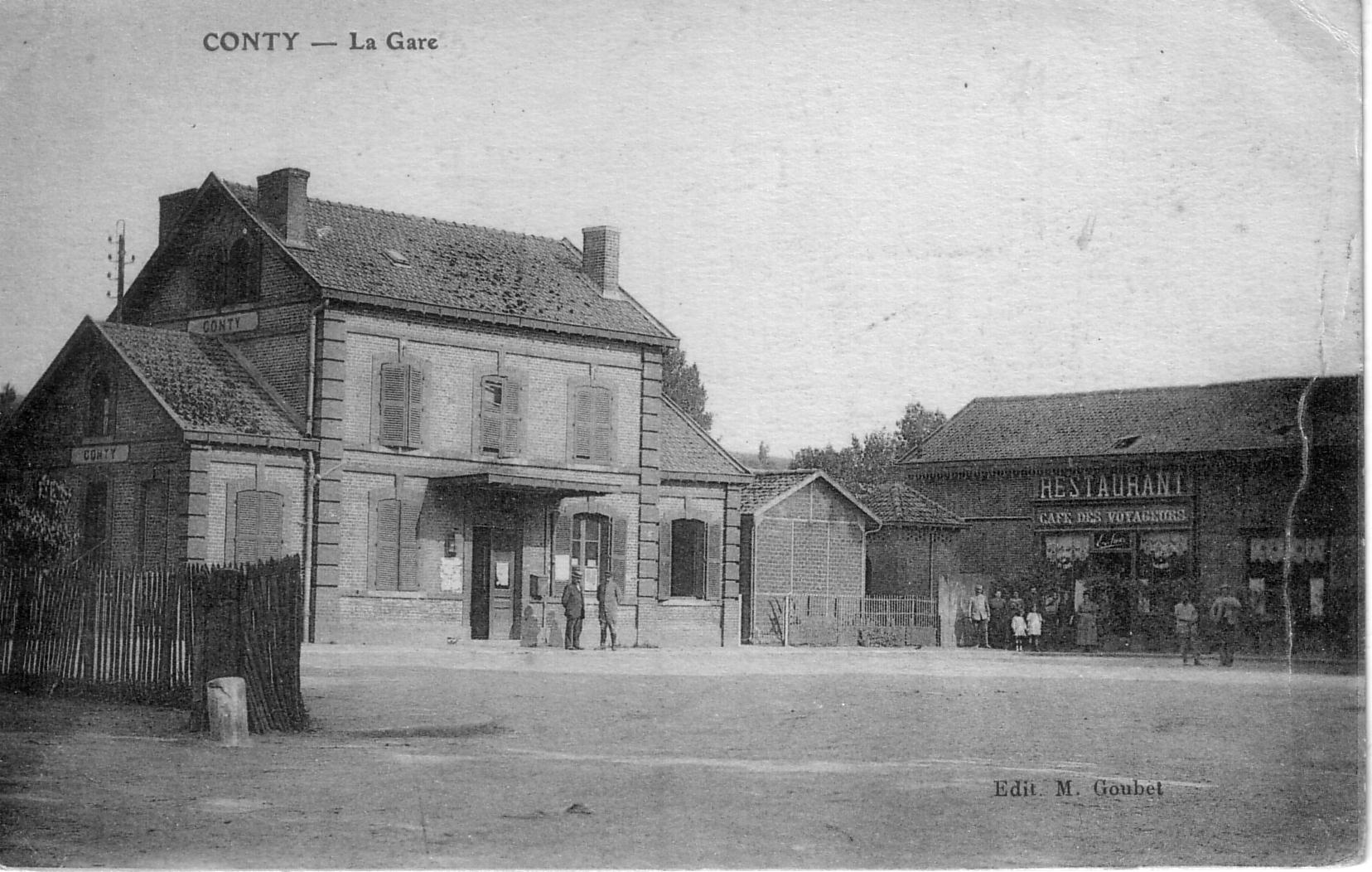
L'ancienne gare de Conty.
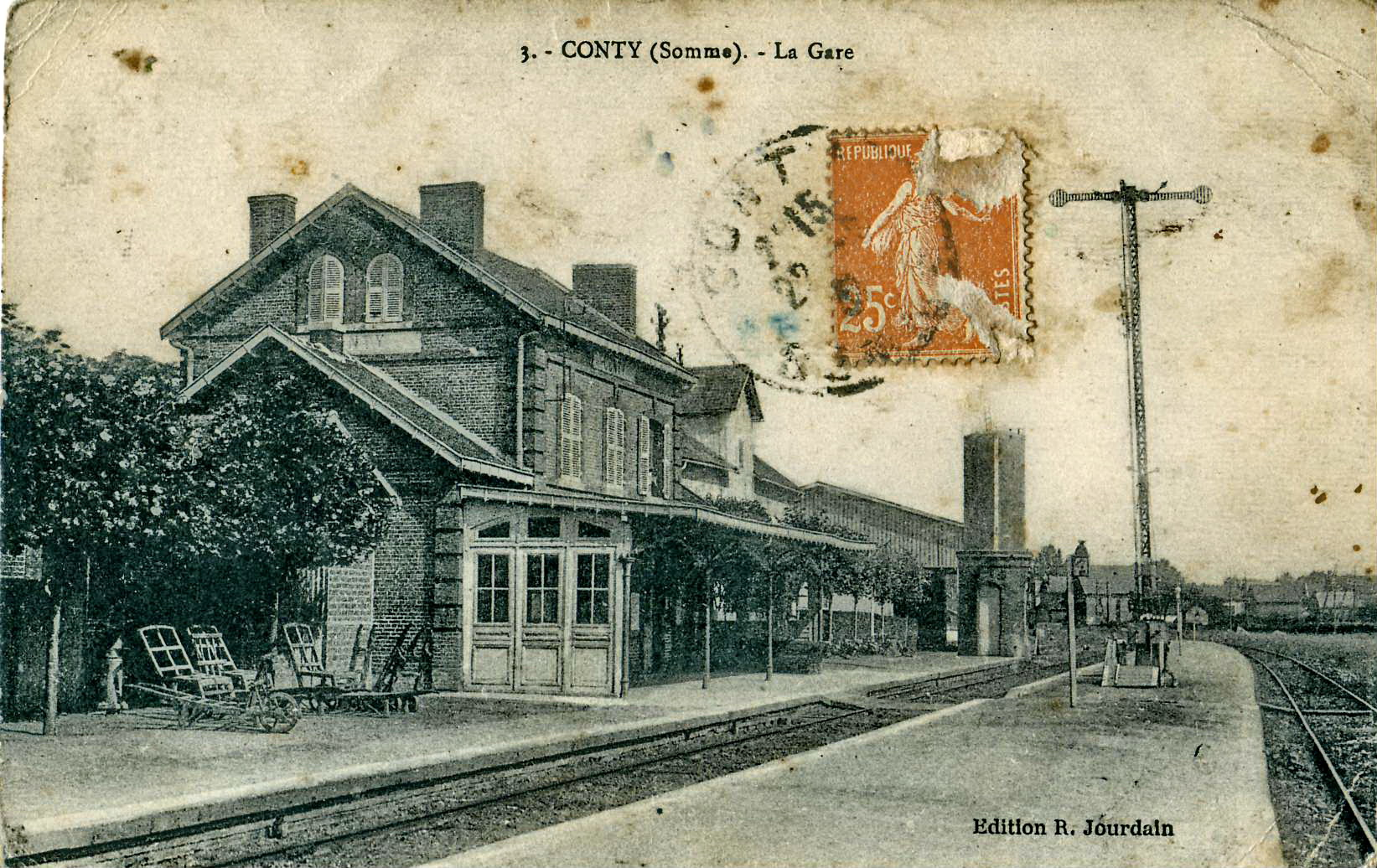
L'intérieur de la gare.
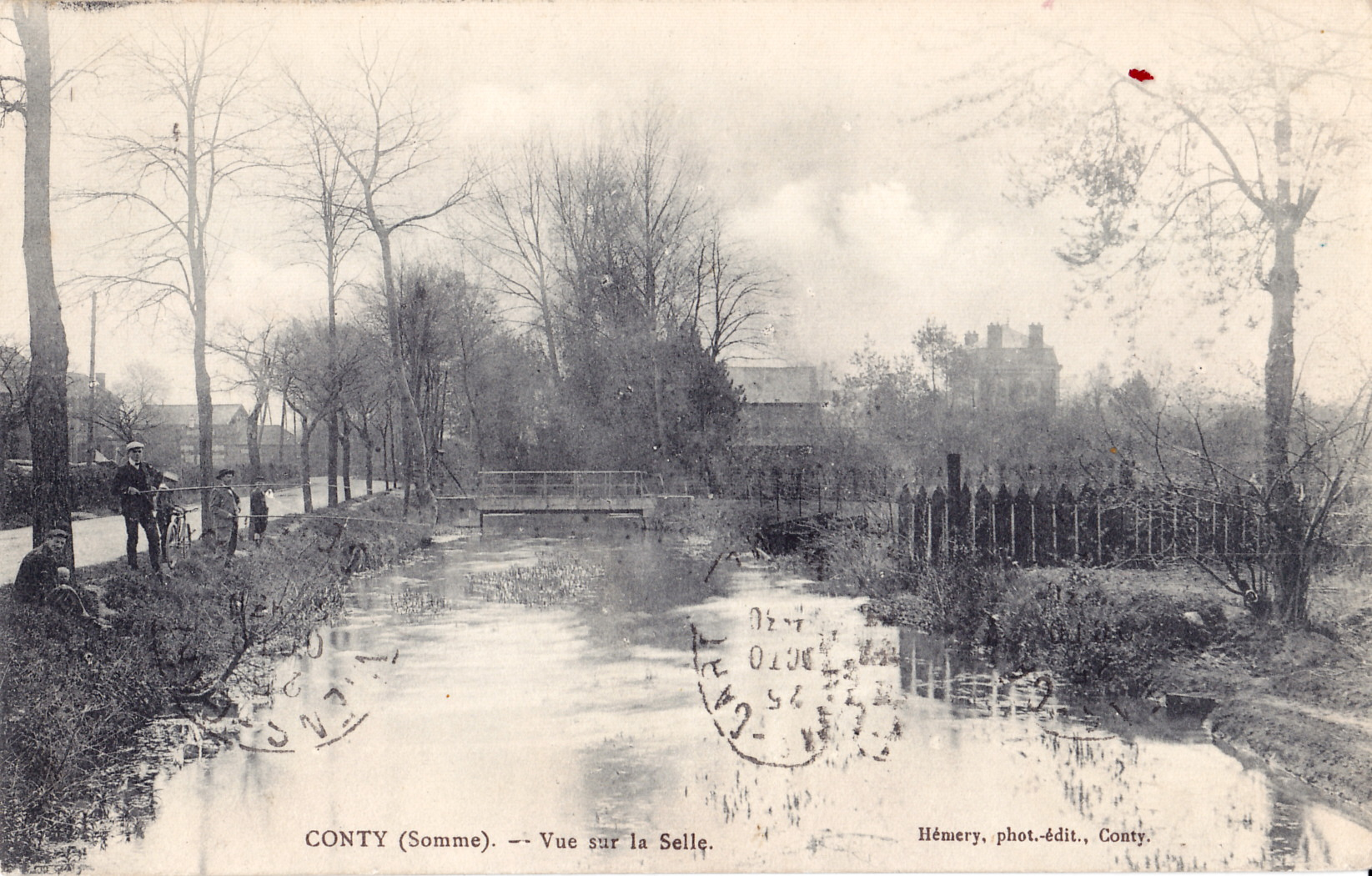
La Selle.
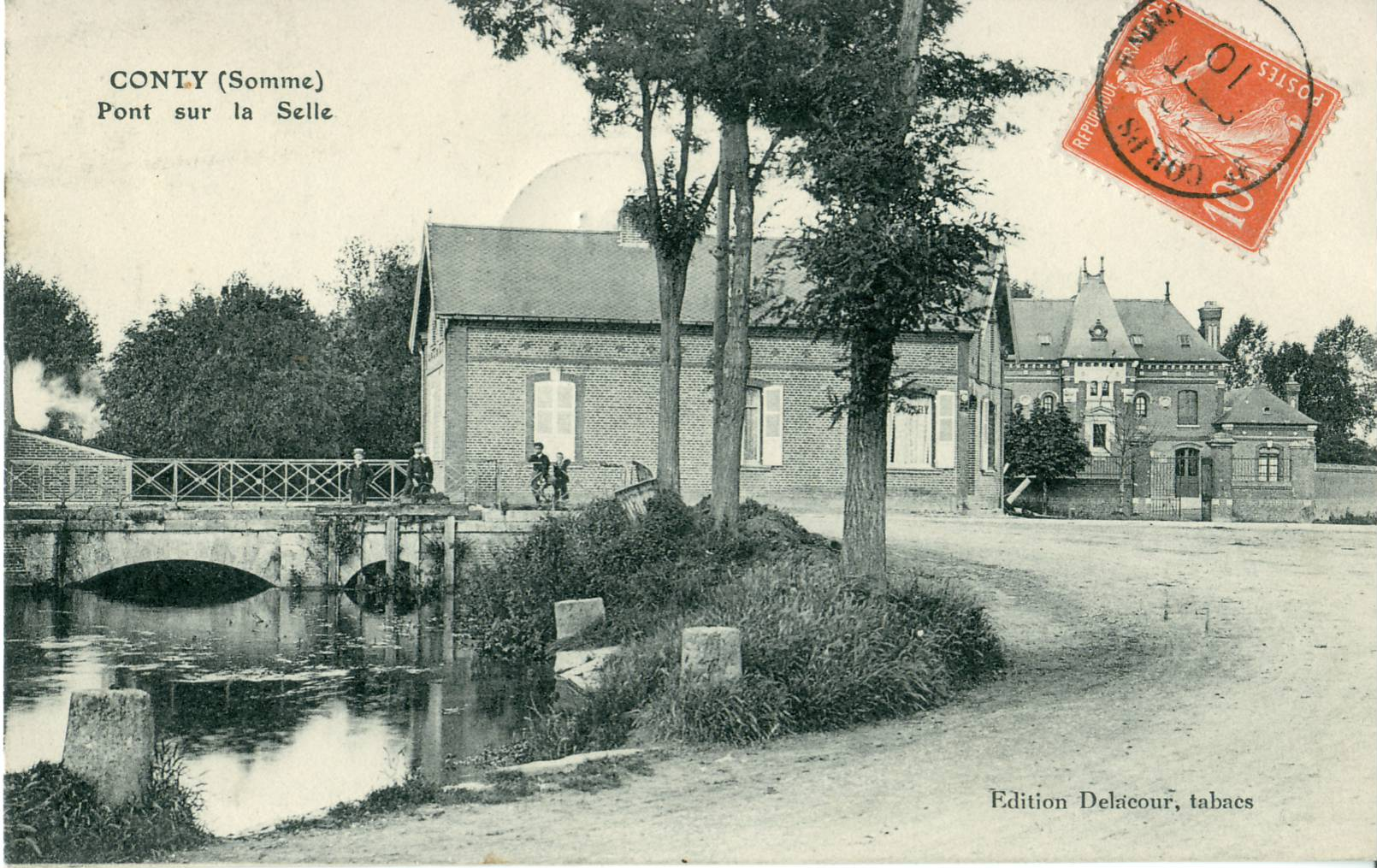
Pont sur la Selle.
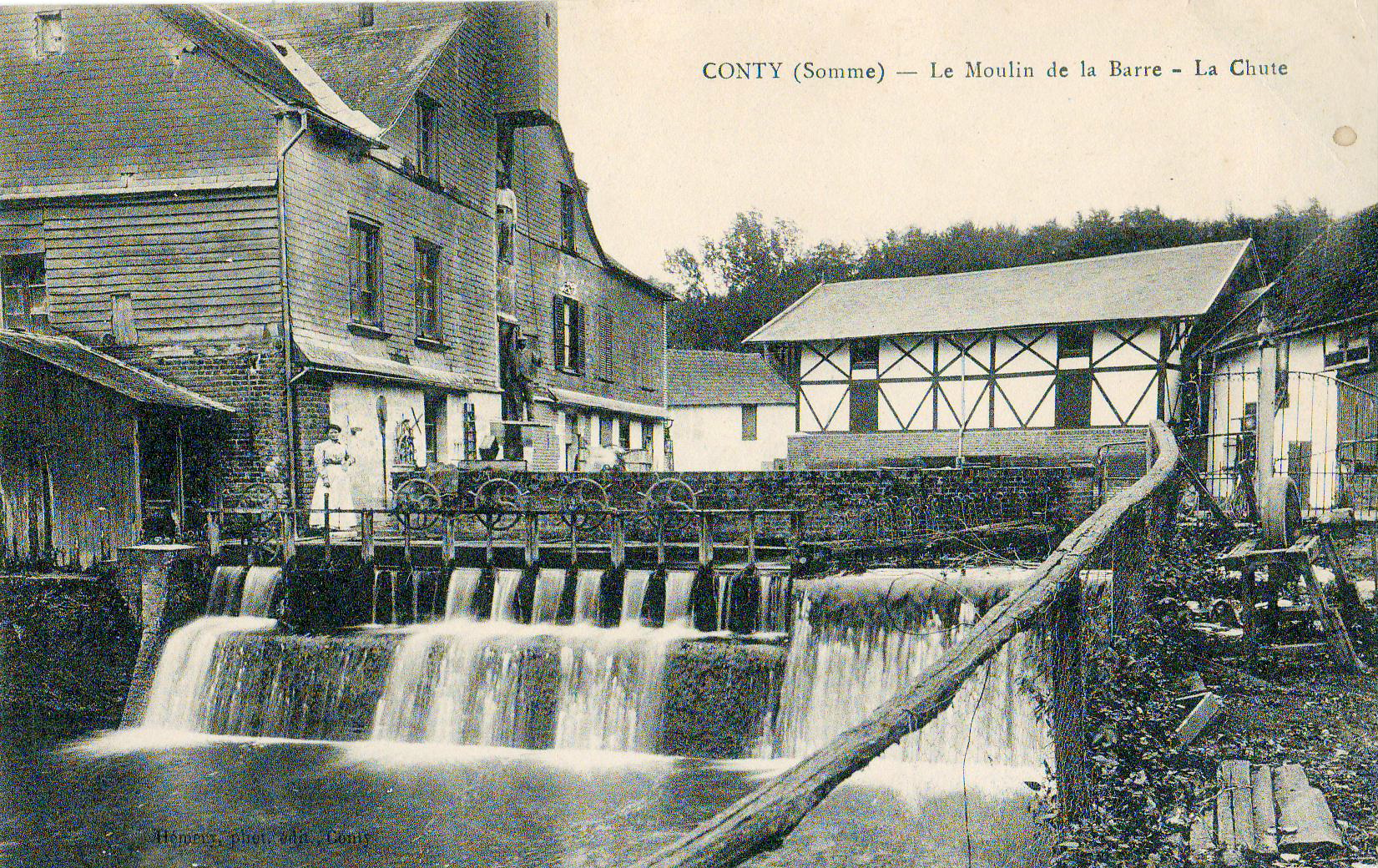
Moulin de la Barre sur la Selle.
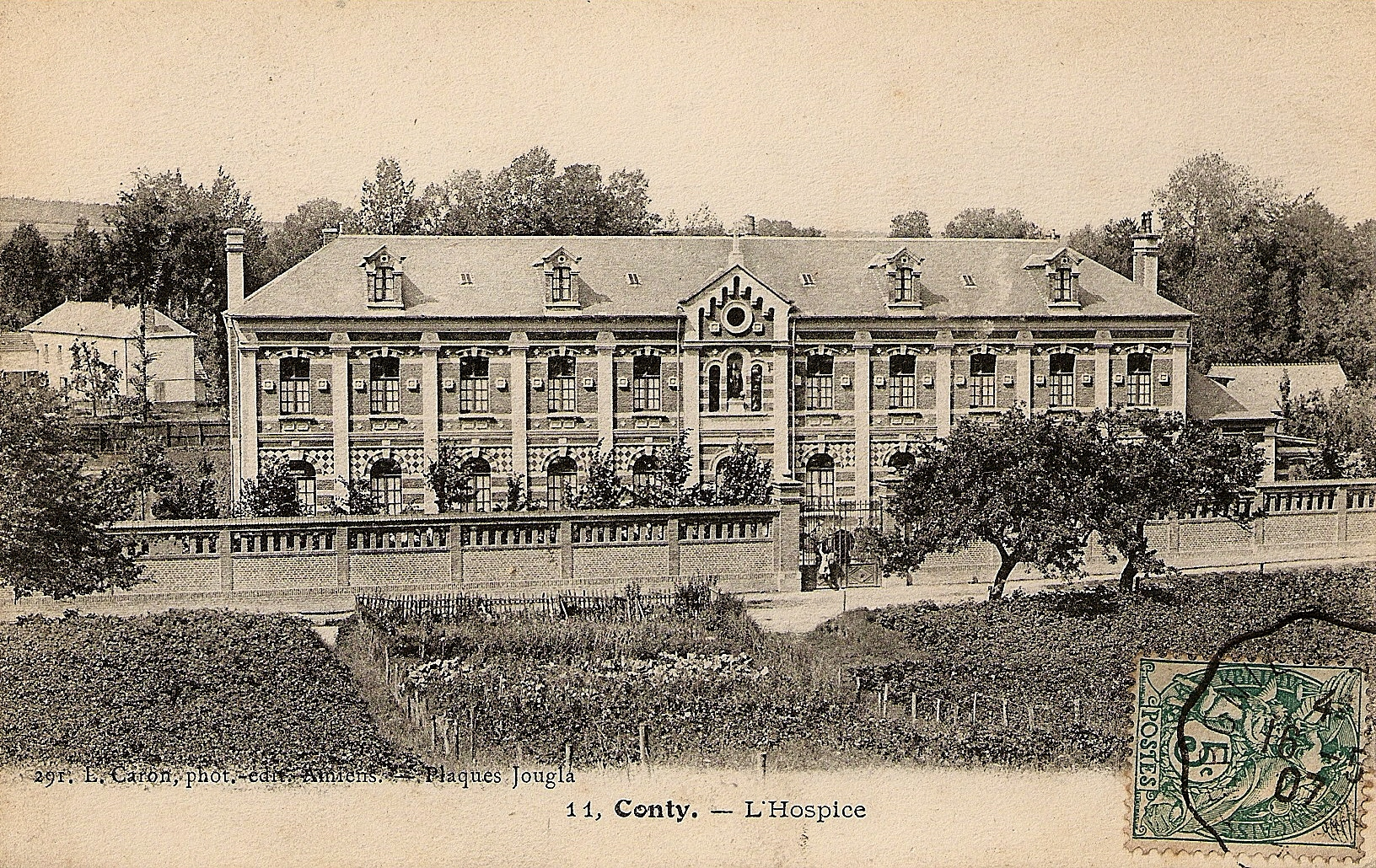
L'hospice Saint-Antoine.
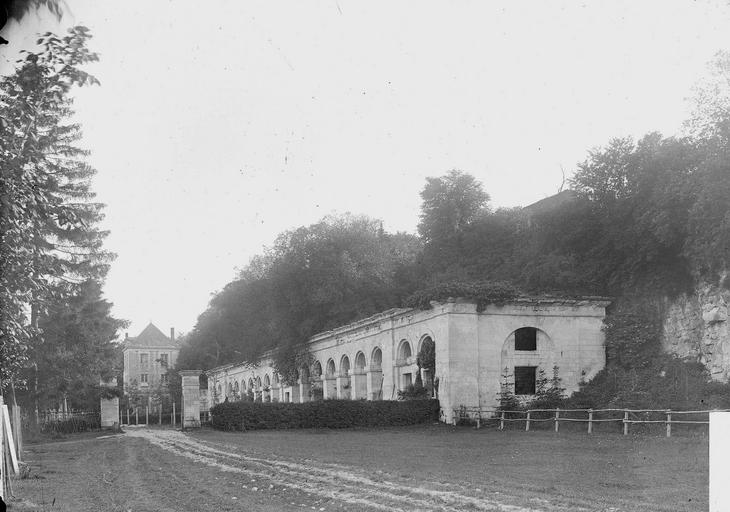
Le château de Wailly

#### Première Guerre mondiale
Lors de la Première Guerre mondiale, Conty est une commune située à l'arrière du front, accueillant les soldats blessés dans un hôpital de campagne, situé sur l'actuel terrain de football, ainsi que dans l'hospice Saint-Antoine. Les véhicules militaires et sanitaires étaient garés dans la cour de la papeterie située au bout de la rue des chapeliers. Les soldats qui n'ont pas survécu à leurs blessures ont été enterrés pendant quelques années sur un versant de l'actuel cimetière communal, avant que leurs corps ne soient regroupés dans des nécropoles militaires ou rendus aux familles qui en ont fait la demande pour les enterrer dans les caveaux familiaux. La gare de Conty a été utilisée pour le débarquement, à partir de  1917, des premiers chars chars Schneider CA1 français, ainsi que du matériel et du ravitaillement pour alimenter le front picard,. La 1re armée du général Debeney a établi son quartier général en juin, ou  juillet 1918 dans une maison située dans la rue qui porte désormais son nom. Il y a préparé les offensives victorieuses, déclenchées le 8 août et qui se sont terminées par l'Armistice du 11 novembre 1918. Deux bombes sont tombées pendant la guerre sur la ville , l'une dans la rue Caroline Follet (dite rue à l'eau), l'autre a fait un mort et un blessé aux abords de l'actuel Val de Selle.

#### Seconde Guerre mondiale

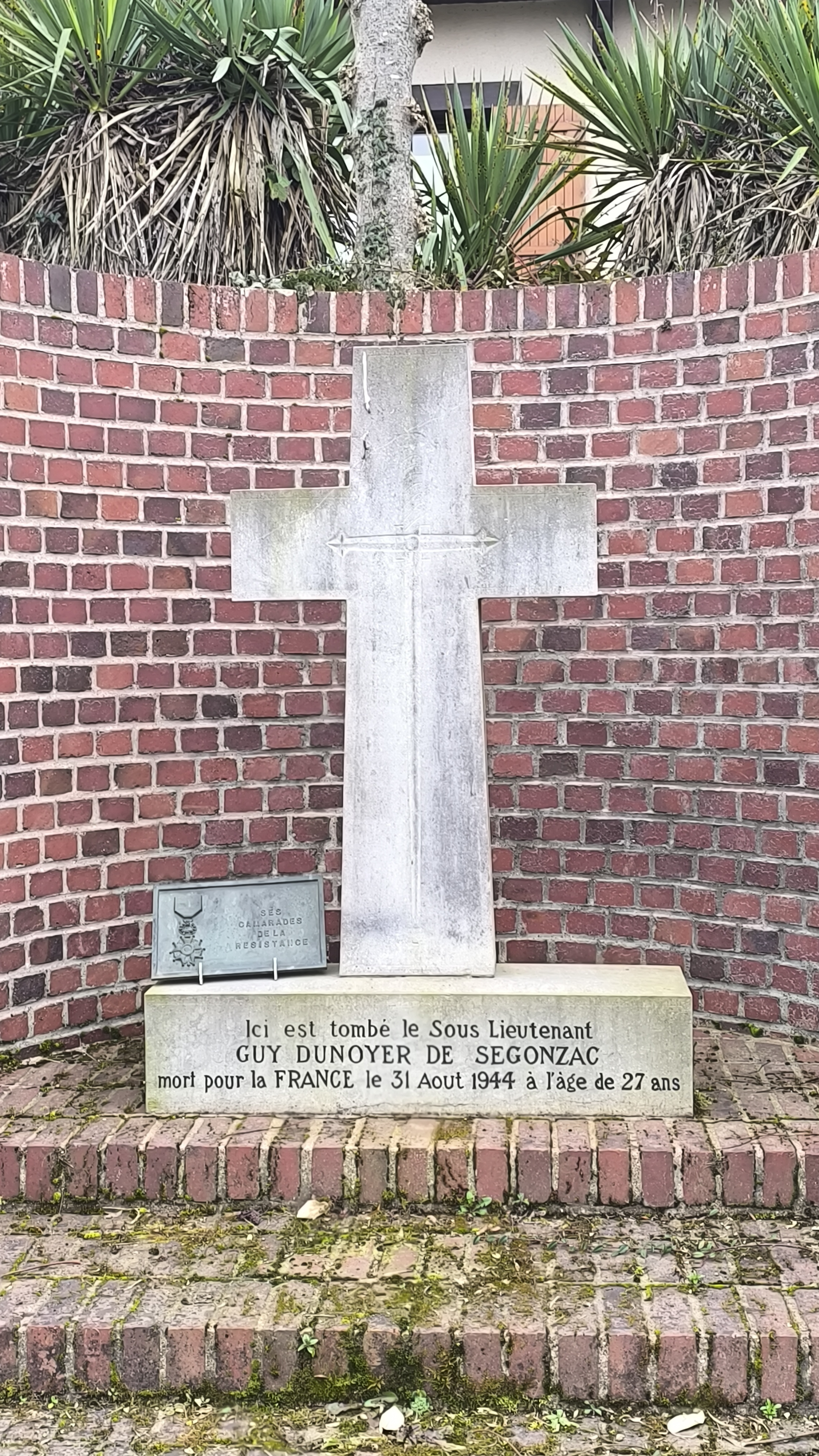
Stèle à Guy Dunoyer de Seconzac.

Durant la Seconde Guerre mondiale, un groupe de résistants FFI (Organisation de résistance de l'Armée) spécialisé dans le sabotage et le renseignement est actif sur le secteur de Conty. Son chef, le saint-cyrien Guy  Marie Dunoyer de Ségonzac, qui habitait  ferme de Campreux à Thoix, est tué alors qu’il “nettoyait” Conty avec les troupes britanniques lors de la libération de la ville le 31 août 1944. La rue Guy de Segonzac porte son nom et un monument commémoratif y est érigé. 
Le chef de la gendarmerie de Conty de l’époque, Gilbert Godard, était un agent de renseignements français qui est arrêté par la Gestapo le 19 mai 1944. Il est interné à Amiens, puis au camp de Royallieu avant d'être déporté pour Dachau. Il meurt dans le train de la mort le 2 juillet 1944. Une placette porte son nom.

#### Depuis les guerres mondiales
La commune a absorbé en 1973 celle de Wailly.
Le 23 octobre 2022, vers 17h, la commune est frappée par une tornade qui a provoqué des dégâts importants dans le centre du village,.

## Politique et administration

### Rattachements administratifs et électoraux
La commune se trouve dans l'arrondissement d'Amiens du département de la Somme. Pour l'élection des députés, elle fait partie depuis 2012 de la quatrième circonscription de la Somme.
Elle était depuis 1793 le chef-lieu du canton de Conty. Dans le cadre du redécoupage cantonal de 2014 en France, la commune est désormais intégrée au canton d'Ailly-sur-Noye, qui n'est plus qu'une circonscription électorale.

### Intercommunalité
La commune était membre de la  communauté de communes du canton de Conty, créée par un arrêté préfectoral du 23 décembre 1996, et qui s'est substituée aux syndicats préexistants tels que le SIVOM et le SIVU de la coulée verte. Cette intercommunalité est renommée communauté de communes du Contynois en 2015, à la suite de la disparition du canton.
Dans le cadre des dispositions de la loi portant nouvelle organisation territoriale de la République du 7 août 2015, qui prévoit que les établissements publics de coopération intercommunale (EPCI) à fiscalité propre doivent avoir un minimum de 15 000 habitants, la préfète de la Somme propose en octobre 2015 un projet de nouveau schéma départemental de coopération intercommunale (SDCI) qui prévoit la réduction de 28 à 16 du nombre des intercommunalités à fiscalité propre du département.
Ce projet prévoit la « fusion des communautés de communes du Sud-Ouest Amiénois, du Contynois et de la région d'Oisemont », le nouvel ensemble de 37 412 habitants regroupant 120 communes,. À la suite de l'avis favorable de la commission départementale de coopération intercommunale en janvier 2016, la préfecture sollicite l'avis formel des conseils municipaux et communautaires concernés en vue de la mise en œuvre de la fusion.
La communauté de communes Somme Sud-Ouest, dont est désormais membre la commune, est ainsi créée au 1er janvier 2017.

### Liste des maires
| Période                                  | Période                       | Identité                                | Étiquette | Qualité |
| ---------------------------------------- | ----------------------------- | --------------------------------------- | --------- | --- |
| Les données manquantes sont à compléter. |                               |                                         |           | |
| juin 1794                                |                               | François Joseph Boulanger               |           | |
| juin 1795                                | septembre 1796                | Antoine Colné                           |           | |
| septembre 1798                           | novembre 1799                 | Joseph Auguste Lequien                  |           | |
| novembre 1800                            | août 1801                     | Nicolas Jacques François Joseph Fauchon |           | |
| septembre 1802                           | 1805                          | Charles François Lequien                |           | |
| 1805                                     | mai 1806                      | François Joseph Boulanger               |           | |
| février 1808                             | janvier 1813                  | Louis-Léger Thierry                     |           | |
| mai 1813                                 | mars 1816                     | Antoine Martin                          |           | |
| septembre 1817                           | avril 1818                    | Benjamin Lequien                        |           | |
| novembre 1820                            | décembre 1824                 | Antoine Decagny                         |           | |
| janvier 1825                             | avril 1831                    | Jean Joseph Thorel                      |           | |
| mai 1831                                 | décembre 1833                 | Jullien                                 |           | |
| février 1834                             | février 1848                  | Amable De Moiencourt                    |           | Propriétaire, conseiller d'arrondissement. |
| mars 1848                                | mars 1850                     | Natalis Decaix                          |           | |
| avril 1850                               | février 1852                  |                                         |           | |
| mars 1852                                | avril 1857                    | Amable De Moiencourt                    |           | |
| 1857                                     | 1871                          | Jules Lequien                           |           | |
| 1871                                     | 1874                          | Auguste Magnier                         |           | |
| 1874                                     | 1882                          | Alfred de Moiencourt                    |           | |
| 1882                                     | 1888                          | Auguste Magnier                         |           | |
| 1888                                     | 1900                          | Édouard Leseigneur                      |           | |
| 1900                                     | 1924                          | Edgard Caron                            |           | |
| 1924                                     | 1930                          | Camille Daire                           |           | |
| 1930                                     | après 1943                    | Raymond Bernard                         | Rad.      | Agriculteur, directeur de coopérative agricole Conseiller d'arrondissement de Conty (1934 → 1937) Conseiller général de Conty (1937 → 1940) Nommé conseiller départemental par le Régime de Vichy en 1943                                                                        |
| Les données manquantes sont à compléter. |                               |                                         |           | |
| 1945                                     | 1947                          | Natalis Bonfils                         |           | |
| 1947                                     | 1953                          | Raymond Jeunemaître                     |           | |
| 1953                                     | 1954                          | Sadi Niaut                              |           | |
| 1954                                     | 1959                          | René Clabault                           |           | Conseiller général de Conty (1955 → 1966) |
| 1959                                     | 1966                          | Jean Garnier                            |           | |
| 1966                                     | 1983                          | Claude Jeunemaitre                      |           | Conseiller général de Conty (1967 → 1984) |
| 1983                                     | 1989                          | Gabriel Léaustic                        |           | |
| 1989                                     | 1995                          | André Occis                             |           | Conseiller général de Conty (1985 → 1992) |
| 1995                                     | 2014                          | Guy Lacherez                            | DVD       | Professeur Conseiller général de Conty (1998 → 2011) Vice-président de la CC du Continois |
| mars 2014,                               | En cours (au 13 juillet 2020) | Pascal Bohin                            | LR        | Responsable administratif Conseiller départemental d'Ailly-sur-Noye (2015 → ) Vice-président du conseil départemental de la Somme (2020 → ) Vice-président de la CC du Continois (2014 → 2016) Vice-président de la CC Somme Sud-Ouest (2017 → ) Réélu pour le mandat 2020-2026, |

### Distinctions et labels
Le bourg est labellisé :
- pôle d'excellence rural  Innovation/Santé/Autonomie[réf. nécessaire].

## Équipements et services publics

### Espaces publics
- Ville fleurie : une fleur attribuée en 2007  par le Conseil des Villes et Villages Fleuris de France au concours des villes et villages fleuris[66] et régulièrement renouvelée depuis, notamment en 2016[67]. La commune se fixe comme objectif d'obtenir une seconde fleur en 2018[68].

### Enseignement
L'école primaire publique Germain-Alix est établie dans la commune, dont la gestion relève de l'intercommunalité,., ainsi que l'école privée Jeanne-d'Arc de Conty.
Le collège Jules-ferry scolarise les adolescents.
Certains poursuivent leurs études à la Maison familiale rurale (MFR) de Conty, un établissement privé de formation par alternance dans les domaines de la vente , des services aux personnes , de l'animation et de la vie sociale, doté d'un internat,.

### Postes et télécommunications
Conty dispose d'un bureau de poste.

### Santé et solidarité
L'EHPAD Saint-Antoine accueille jusqu'à 103 personnes âgées dépendantes.

### Justice, sécurité, secours et défense
La sécurité de conty et de ses environs relève de la compagnie de Montdidier de la Gendarmerie nationale qui dispose d'un Peloton de surveillance et d'intervention de la Gendarmerie (PSIG) à implanté à Conty.
Les études en vue de la reconstruction du centre de secours de Conty sont financées en 2020.

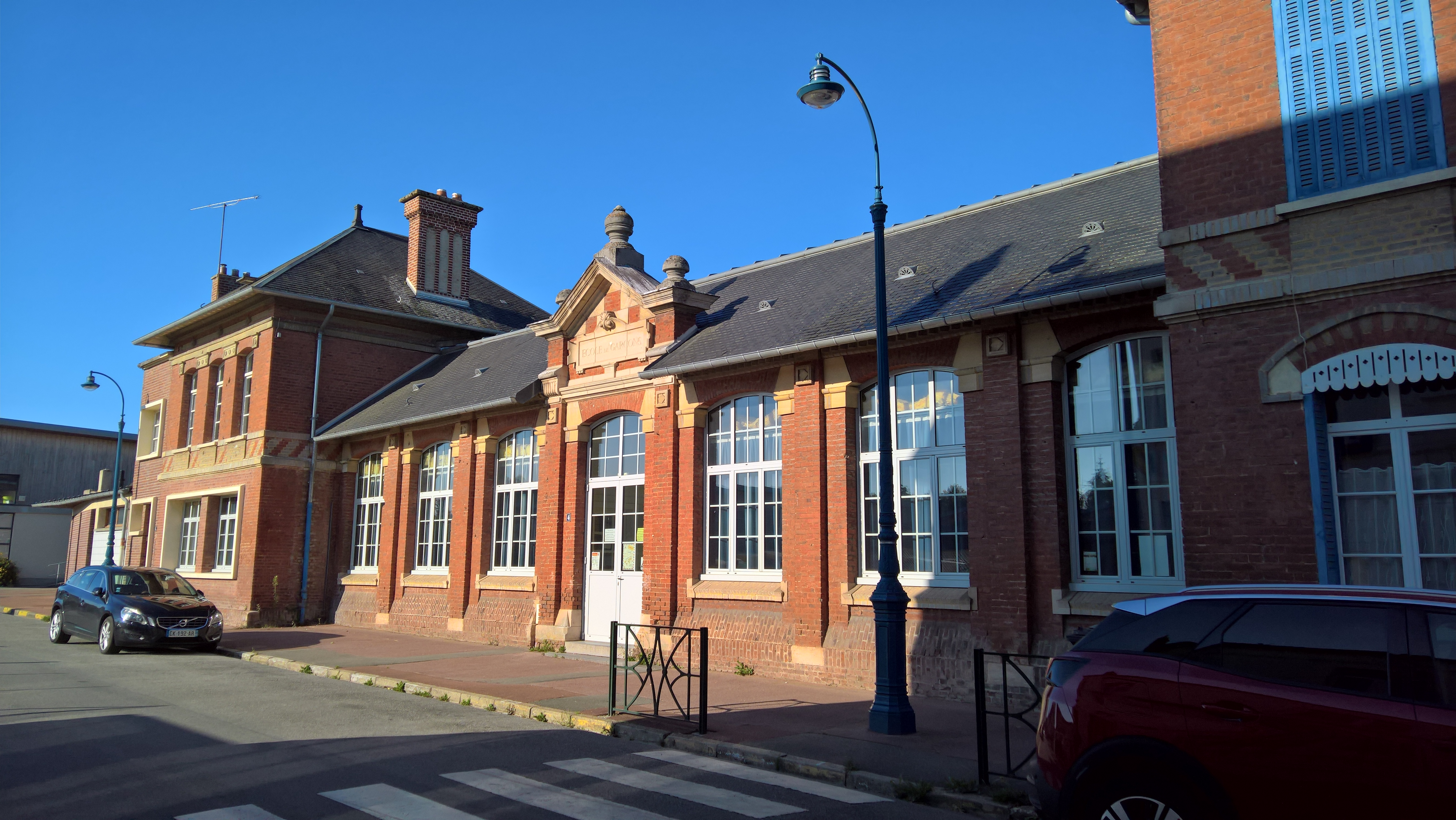
Les écoles.
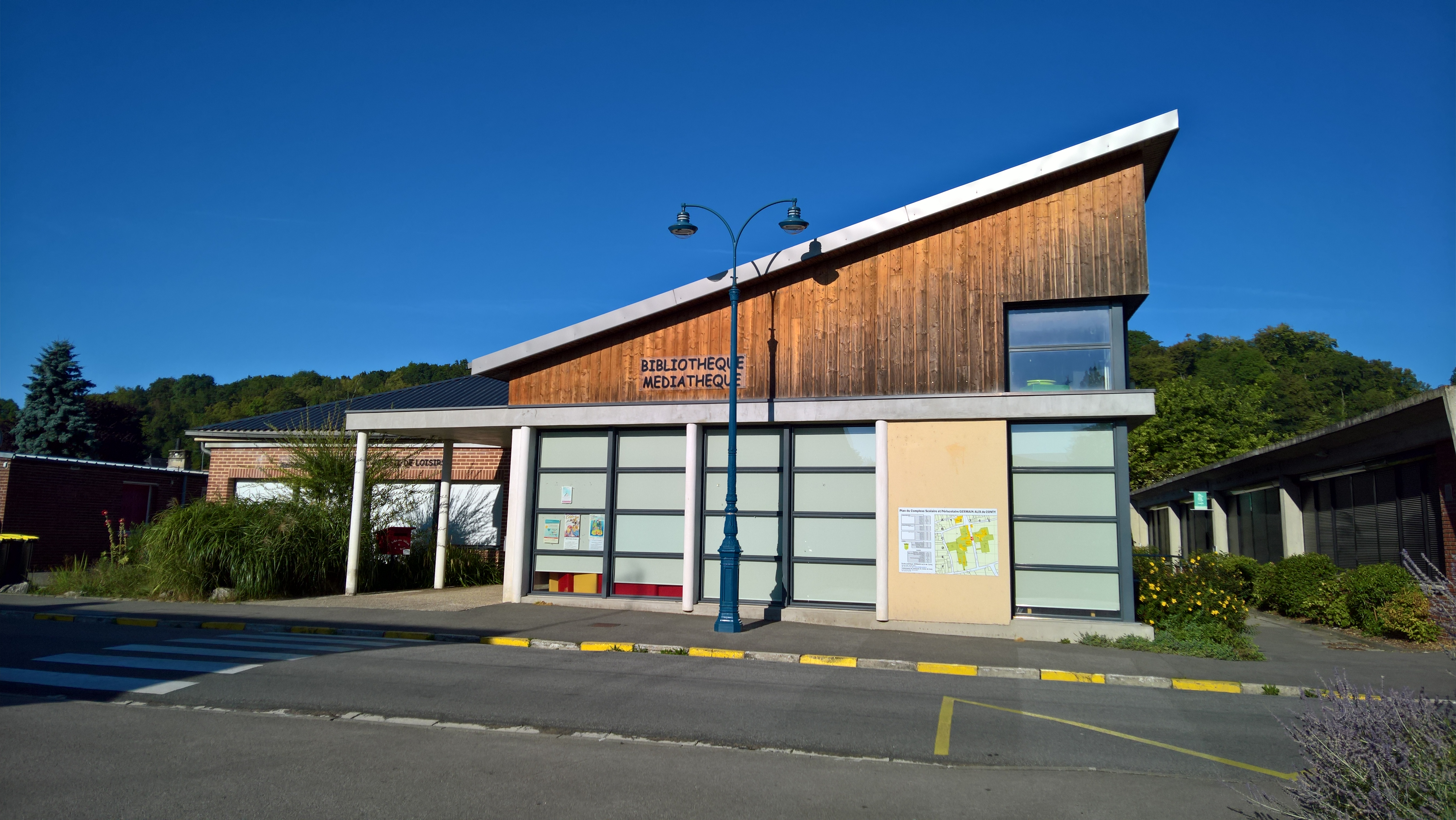
La médiathèque.
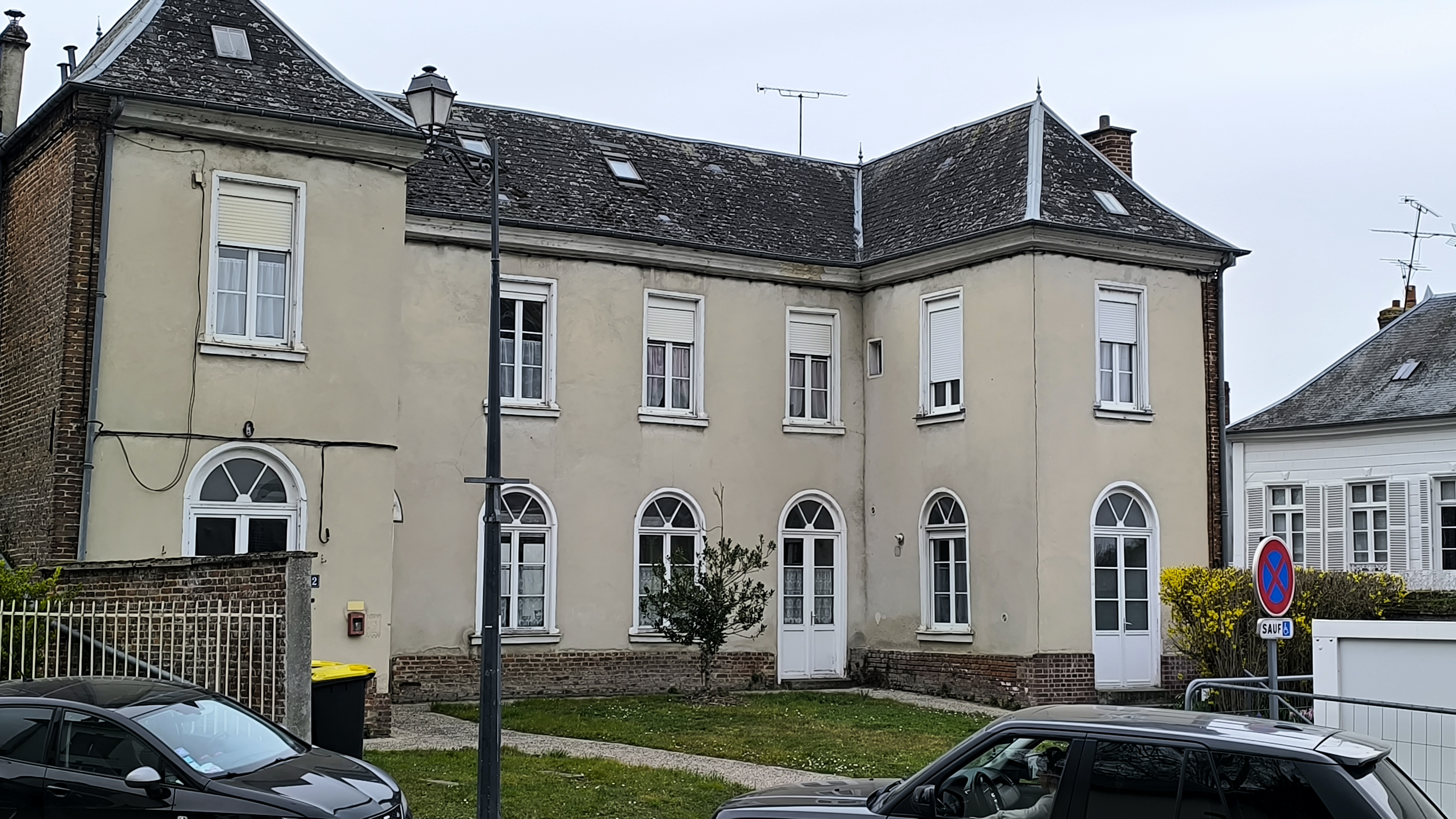
L'ancienne école des filles, actuelle école de musique.
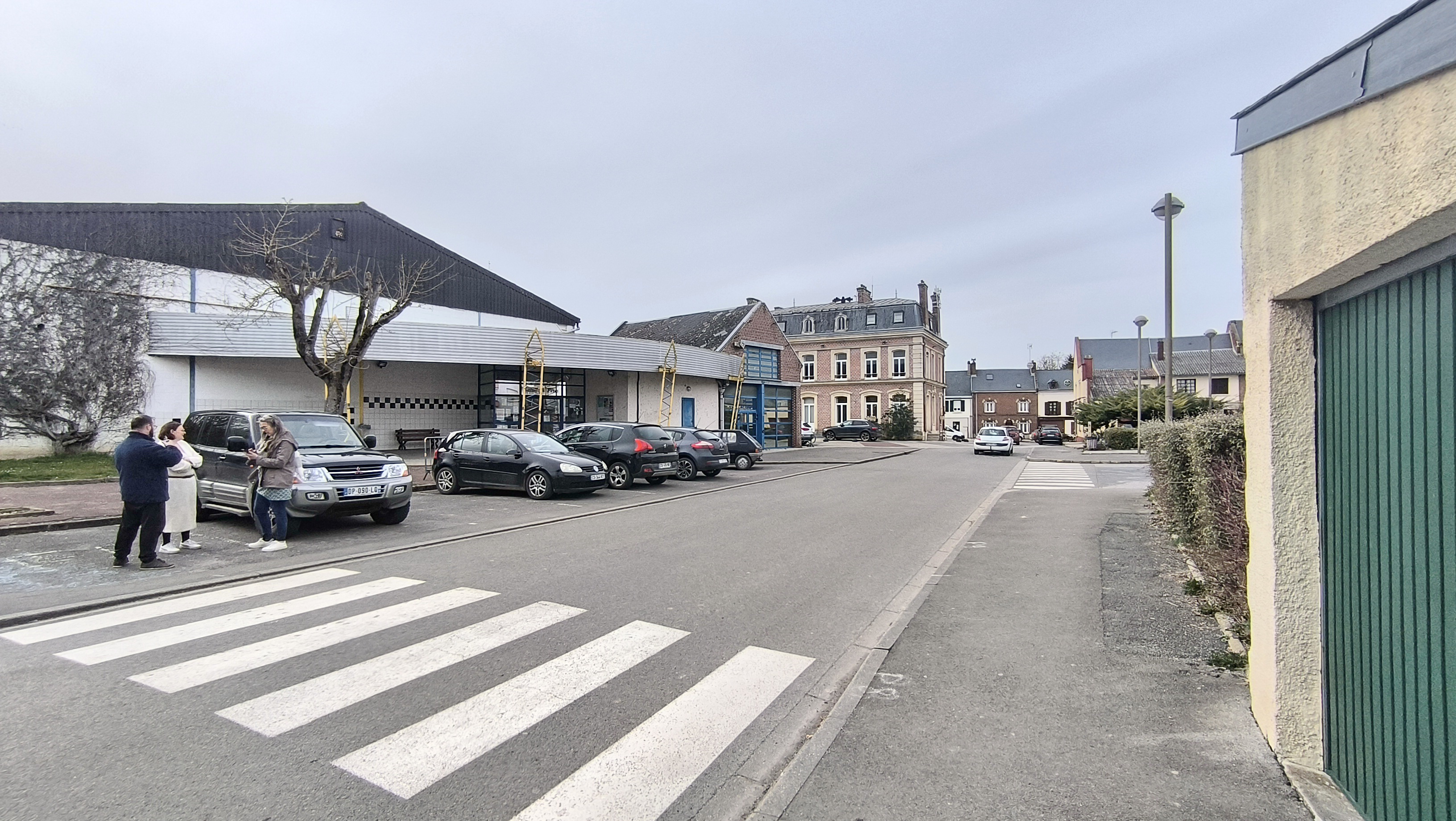
La salle des fêtes.
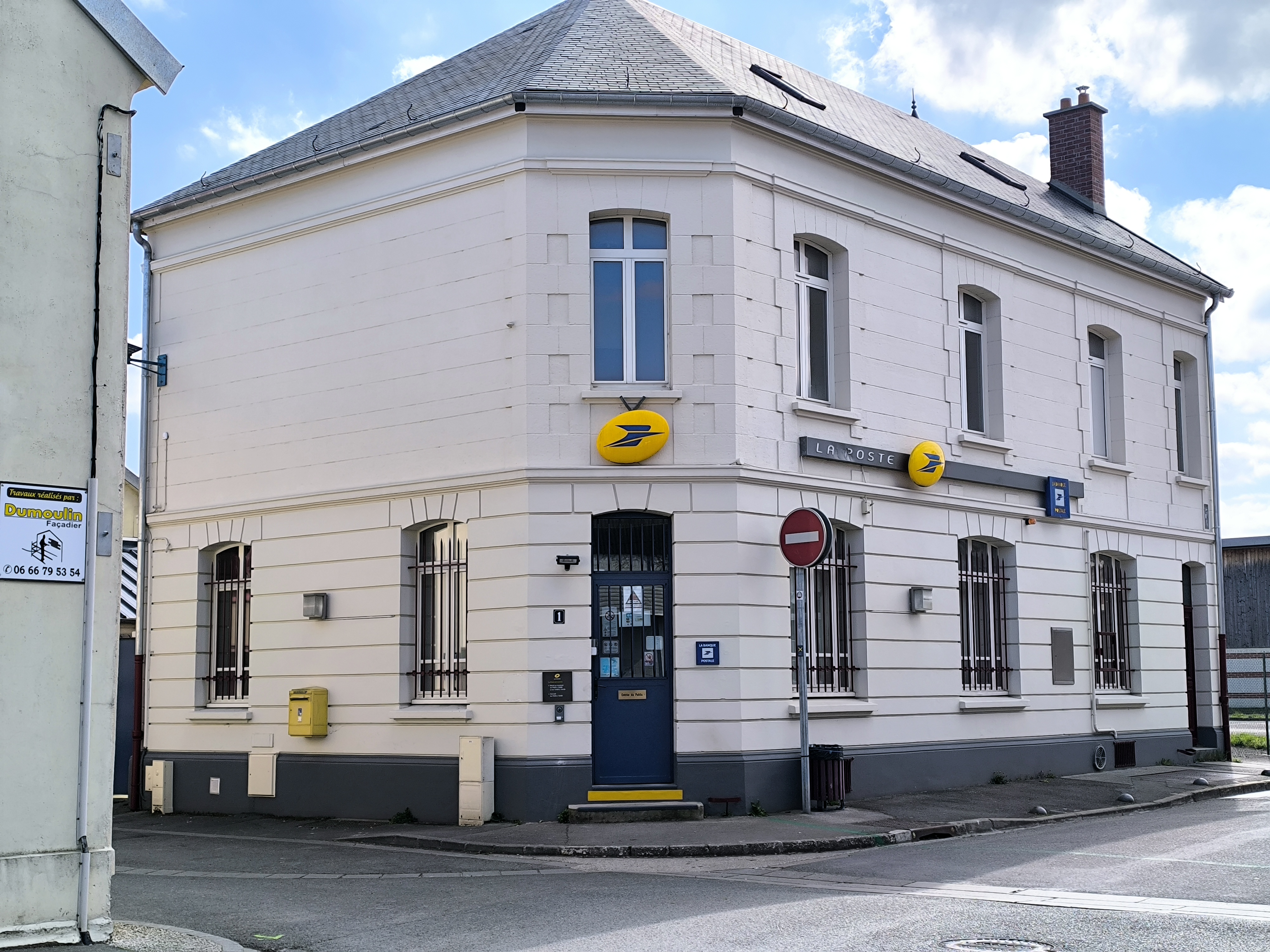
Le bureau de poste.

## Population et société

### Démographie
L'évolution du nombre d'habitants est connue à travers les recensements de la population effectués dans la commune depuis 1793. Pour les communes de moins de 10 000 habitants, une enquête de recensement portant sur toute la population est réalisée tous les cinq ans, les populations de référence des années intermédiaires étant quant à elles estimées par interpolation ou extrapolation. Pour la commune, le premier recensement exhaustif entrant dans le cadre du nouveau dispositif a été réalisé en 2007.

En 2022, la commune comptait 1 709 habitants, en évolution de −0,75 % par rapport à 2016 (Somme : −1,26 %, France hors Mayotte : +2,11 %).
| 1793 | 1800 | 1806 | 1821 | 1831 | 1836 | 1841 | 1846 | 1851 |
| ---- | ---- | ---- | ---- | ---- | ---- | ---- | ---- | ---- |
| 710  | 759  | 690  | 853  | 857  | 920  | 923  | 903  | 958  |

| 1856 | 1861  | 1866 | 1872 | 1876  | 1881  | 1886  | 1891  | 1896  |
| ---- | ----- | ---- | ---- | ----- | ----- | ----- | ----- | ----- |
| 966  | 1 007 | 976  | 980  | 1 025 | 1 097 | 1 127 | 1 110 | 1 169 |

| 1901  | 1906  | 1911  | 1921  | 1926  | 1931  | 1936  | 1946  | 1954  |
| ----- | ----- | ----- | ----- | ----- | ----- | ----- | ----- | ----- |
| 1 329 | 1 284 | 1 394 | 1 396 | 1 346 | 1 276 | 1 267 | 1 392 | 1 373 |

| 1962  | 1968  | 1975  | 1982  | 1990  | 1999  | 2006  | 2007  | 2012  |
| ----- | ----- | ----- | ----- | ----- | ----- | ----- | ----- | ----- |
| 1 463 | 1 512 | 1 554 | 1 434 | 1 541 | 1 659 | 1 708 | 1 714 | 1 719 |

| 2017  | 2022  | - | - | - | - | - | - | - |
| ----- | ----- | - | - | - | - | - | - | - |
| 1 735 | 1 709 | - | - | - | - | - | - | - |

Conty est un bourg centre qui a su développer sa population pendant la longue phase d'exode rural qui a frappé la Picardie au XIXe et au XXe siècle. L'accélération de cette croissance est liée à la périurbanisation générée par l'attractivité d'Amiens, qui va encore s'accroître avec la création récente d'un échangeur de l'autoroute A16 à proximité immédiate de la commune.

### Manifestations culturelles et festivités

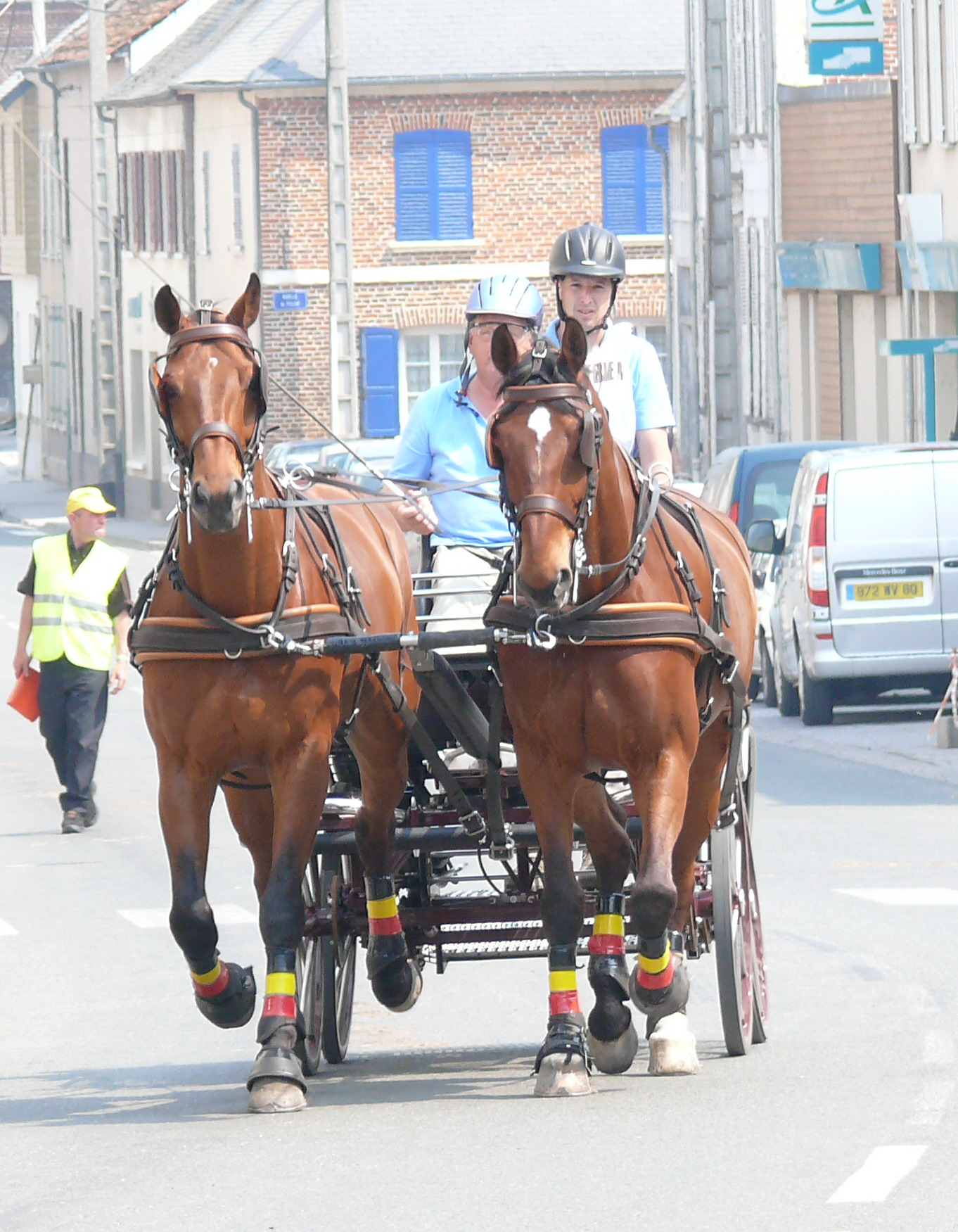
Épreuve du concours d'attelage international de Conty - avril 2007.

Conty est une ville connue dans le monde du cheval et plus particulièrement de l'attelage. Parmi les évènements majeurs organisés à Conty, on notera le championnat du monde d'attelage à un cheval qui s'y est tenu en 2002, puis le championnat du monde de chevaux de trait en 2009 et dernièrement le championnat du monde d'attelage à deux chevaux en 2011.
D'autres concours majeurs d'attelage sont régulièrement organisés, tels le concours international d'attelage d'avril 2007 et le championnat de France d'attelage de chevaux de trait en septembre 2014.
Un marché de Noël, dont la 28e édition a eu lieu en 2019, est organisé à Conty, et, depuis 2017, sous l'organisation de l'intercommunalité.

## Économie
- Les Ateliers du Val de Selle, créés en 1970, sont un établissement et service d'accompagnement par le travail qui constitue un lieu de formation et d'artisanat majeur lié au cheval et à l'attelage. Ils ont organisé le championnat de France de chevaux de trait toutes catégories en 2002. Ils bénéficient de nombreux labels, tels que "École française d'équitation labellisée, Centre de tourisme équestre (4 fers), Établissement agréé Jeunesse et Sports. Centre équestre, école d'attelage, voltige.
- la SIC (Société industrielle de Conty), créée en 1928, est spécialisée dans la fonderie de non ferreux, alliages d'aluminium, alliages de laiton, ou alliages de bronze, pour des pièces brutes ou finies prêtes à l'emploi. Elle diversifie son activité vers le mobilier urbain ou les accessoires de plein air pour jardins.
- Scierie de la Selle.
- Conty a conservé un tissu commercial et de services, notamment de santé qui conforte son statut de bourg centre.

## Culture locale et patrimoine

### Lieux et monuments
- Le Château de Conty[83] fut construit par Colart de Mailly vers 1430 , il fut pris le 23 octobre 1589 par les Ligueurs de la ville d'Amiens qui décidèrent de le détruire. Les habitants de Conty refusant de participer à la démolition, Jehan de Morlencourt, échevin, et le capitaine Saint-Jean se virent chargés de cette mission par délibération de l'échevinage d'Amiens en date du 31 octobre 1589. Cette démolition exigea huit jours d'un travail harassant.

De nos jours, il ne reste donc plus que l'éminence sur laquelle étaient dressées la « motte féodale » puis la superbe forteresse. On peut accéder à cette butte (la place du Château) par un chemin à gauche de l'église qui mène également au « Bois de Conty » (plus de 50 hectares).
D'après la chronique de l'époque, ce château aurait possédé quatre pont-levis mais, d'après la topographie des alentours, il est probable qu'il ne devait y en avoir qu'un seul qui conduisait à l'extérieur, les trois autres devaient se trouver à l'intérieur de l'enceinte des fortifications. Les murs avaient 180 pieds (environ 58 mètres) de longueur sur chacune des faces, ce qui donne une longueur d'environ 58,30 mètres. Il paraît que leur hauteur était également de 180 pieds ! Les murailles étaient épaisses de 2,60 mètres, bordées de fossés presque sur tout le pourtour.
Le château possédait en outre de nombreuses caves et souterrains dont on peut retrouver les entrées ou les sorties dans les bois des environs. Le puits, qui se trouvait sur la crête du donjon, était maçonné jusqu'à 16 mètres de profondeur, ce qui est tout à fait remarquable pour l'époque. De plus il était creusé plus bas dans le roc, jusqu'à une profondeur de 30 mètres.

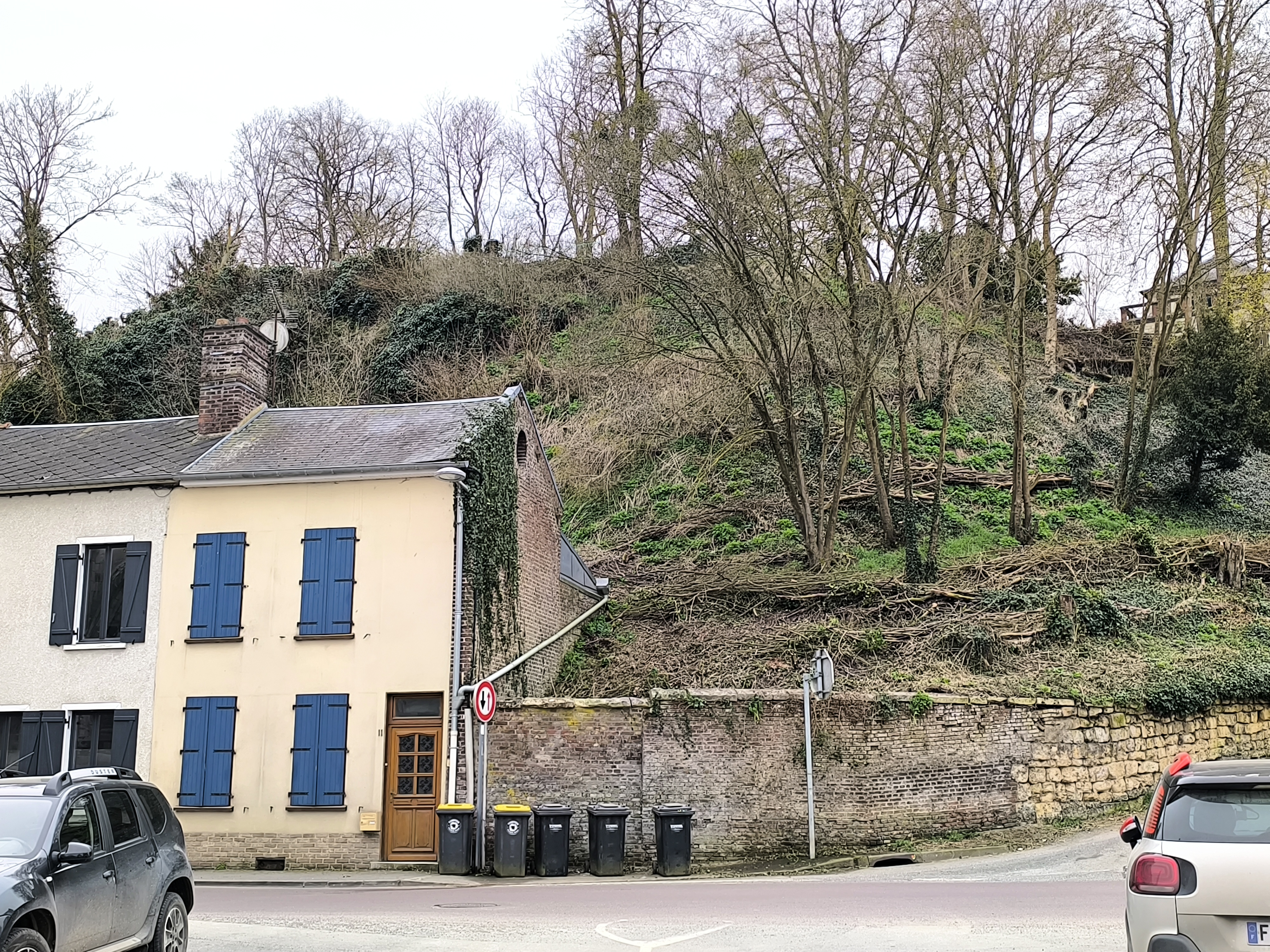
La butte castrale, depuis la place de l'église.
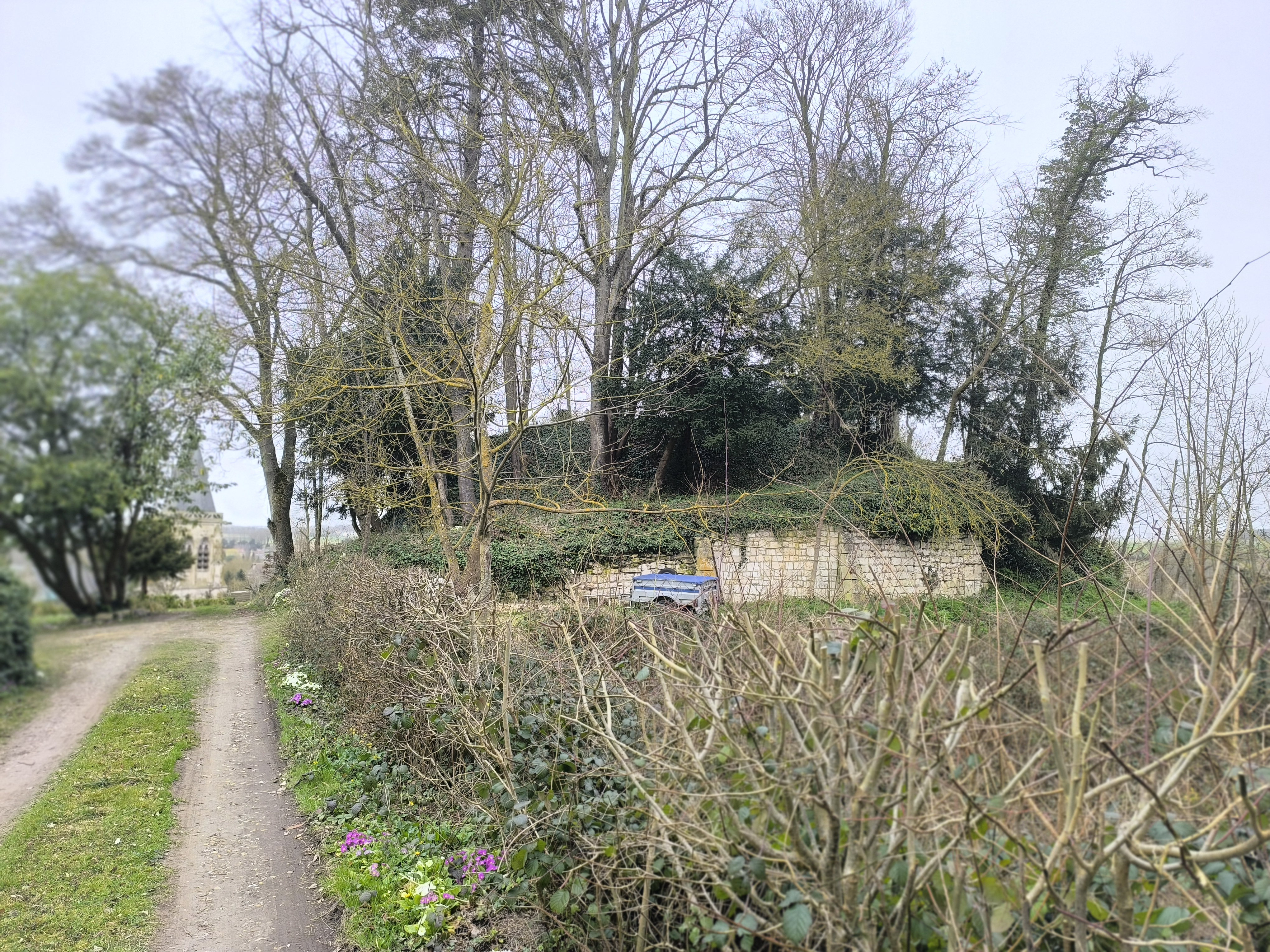
Vestiges du château, au sommet de la butte castrale.

- L'église Saint-Antoine[84],[85],[86],[87],[88],[89],[90],[91], datant des XVe et XVIe siècles, est un vaste et bel édifice en pierre, de style gothique flamboyant classé « Monument Historique »[92]. Il s'agit d'un des monuments les plus remarquables de Picardie. La statue du patron de l'église orne son clocher du XIVe siècle, magnifique tour carrée de 33 mètres de haut, appuyée à droite du chœur. L'église est bâtie en forme de croix, elle a environ 30 m de longueur sur 21 m de largeur.

Les clefs de voûte portent des pendentifs sculptés et les gargouilles du clocher sont dignes d'intérêt. Sur l'une d'elles (transept gauche), on peut voir les armes des princes de Bourbon-Conti qui possédèrent la seigneurie de « Conti » de 1551 à 1622.
Quatre belles statues du XVIIIe siècle, en bois, décorent le sanctuaire.
On voyait encore sur le clocher au début du XIXe siècle les traces d'empreintes de balles tirées par les Espagnols sortis de Corbie lors du sac de 1636, lors de la guerre de Trente Ans. Le clocher est à nouveau détérioré en 1916, pendant la Première Guerre mondiale.
L'édifice est concerné par un important chantier de rénovation qui s'étend de 2023 à 2027 ou 2028, pour un coût de plus de 2,2 millions d'euros, financé à 40 % par l'État ainsi que par la Fondation du patrimoine,.

L'église Saint-Antoine
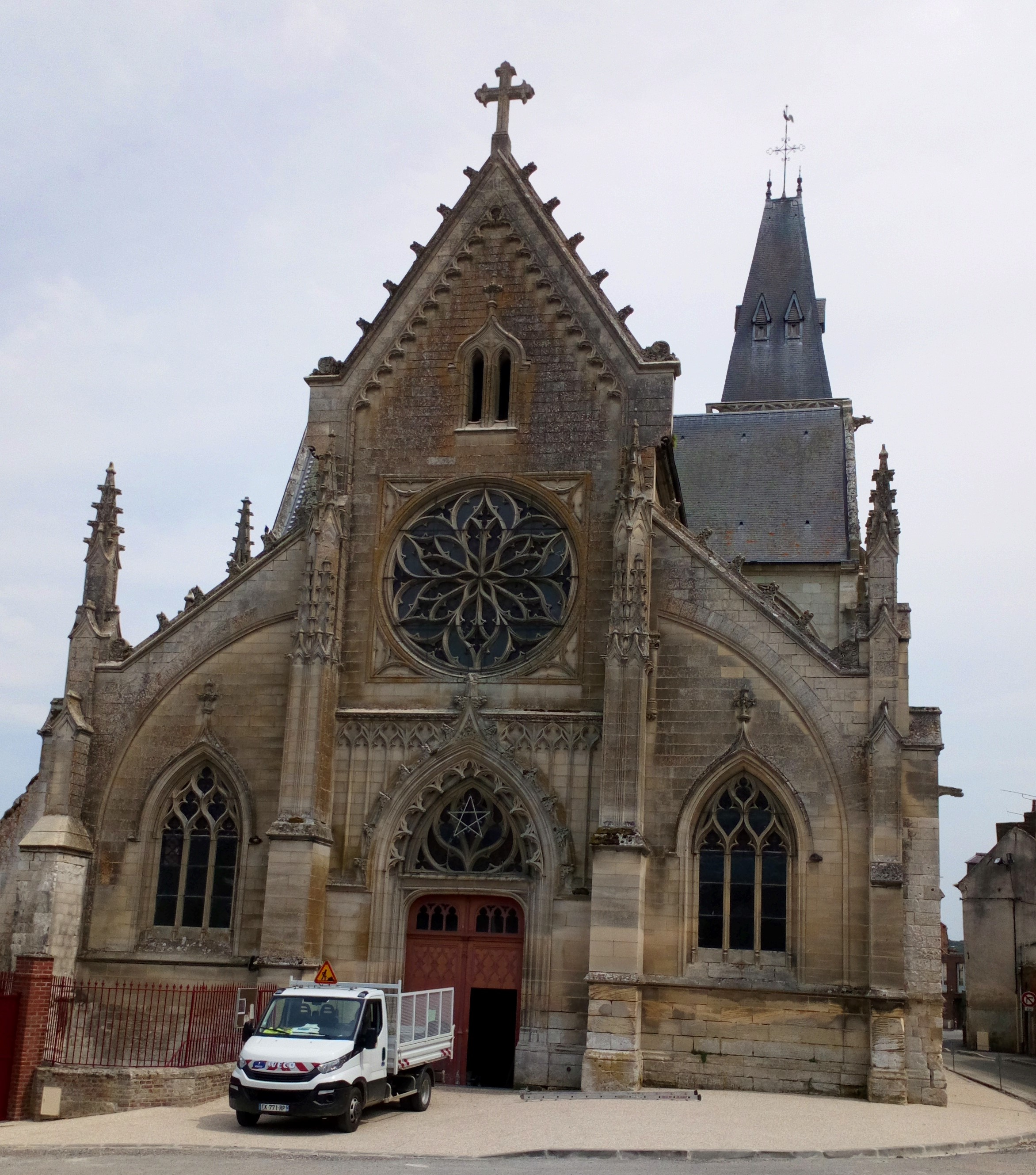
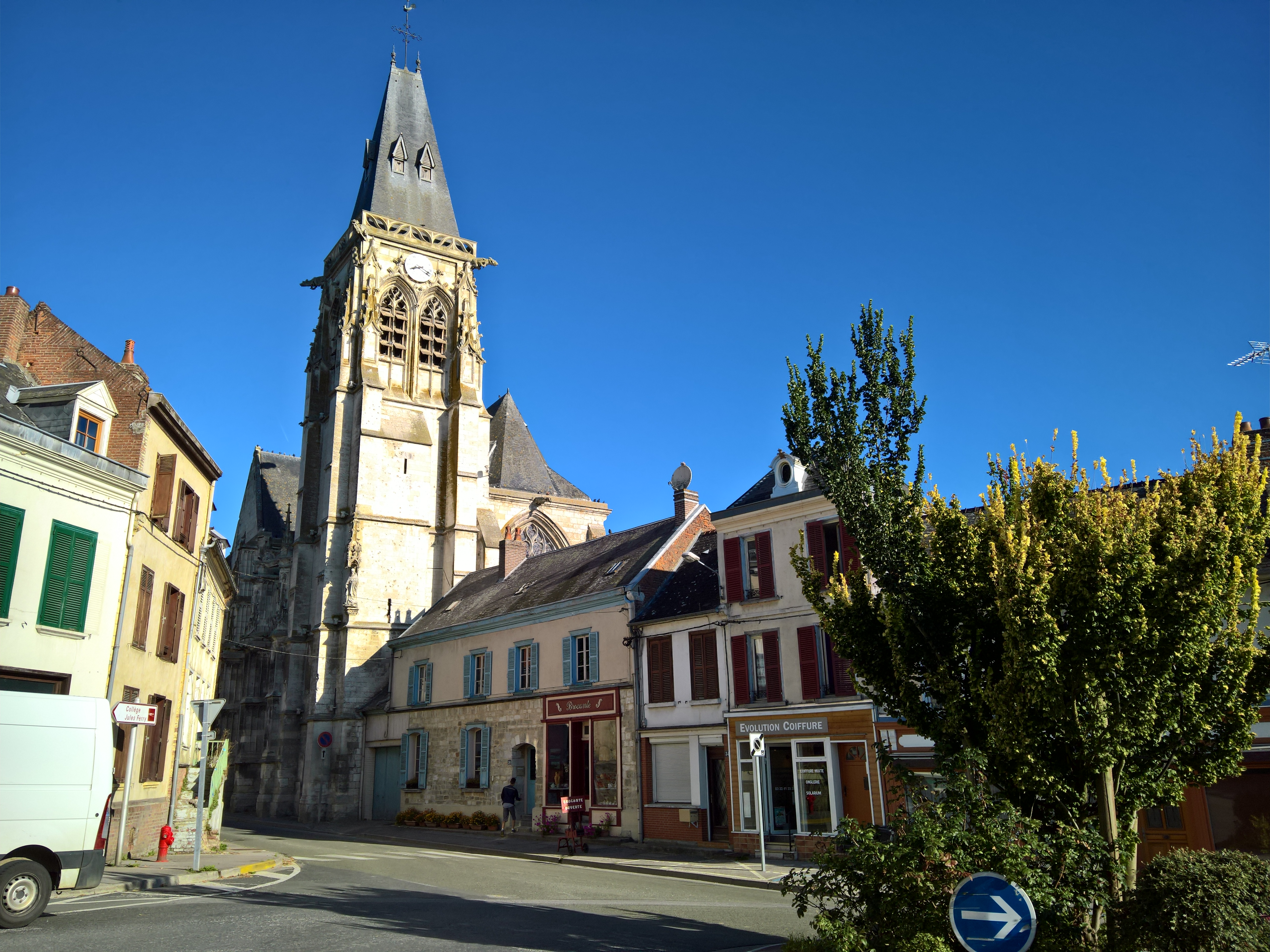
Le clocher de l'église et l'extrémité de la place du Général-de-Gaulle.
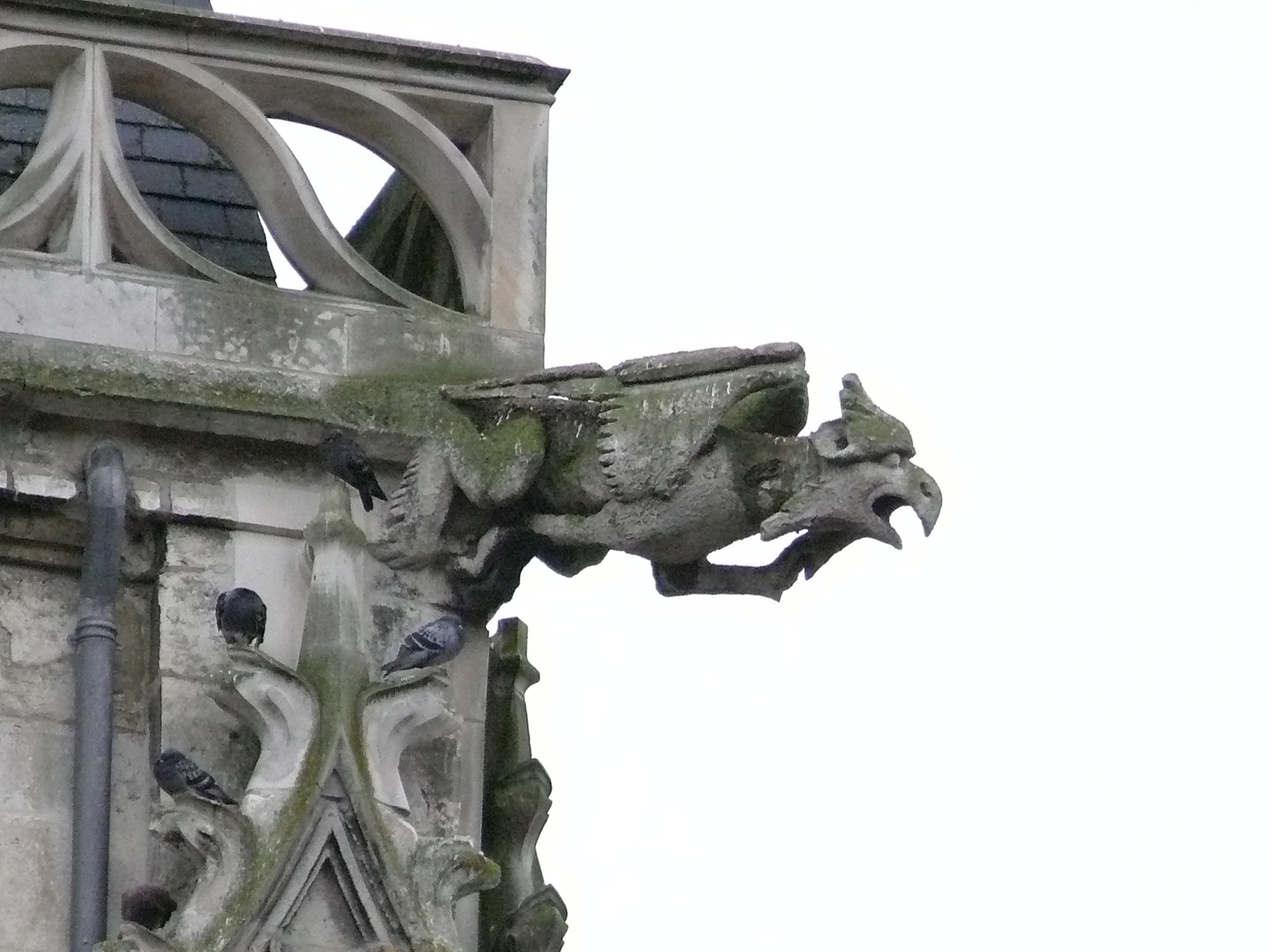
L'une des gargouilles du clocher de l'église Saint-Antoine.

- L'église Saint-Vaast de Wailly (Somme)[97]

Construite en style baroque au milieu du XVIIIe siècle, financé par la princesse de Croÿ en remplacement de l'église paroissiale détruite par incendie en 1720.
Outre un  avec un magnifique tympan, elle contient un mobilier du XVIIIe siècle, et notamment un lutrin, une statue de saint-Michel terrassant le démon et deux crédences,.
Le confessionnal en chêne, restauré en 2020, date du XVIIIe siècle.

L'église Saint-Vaast
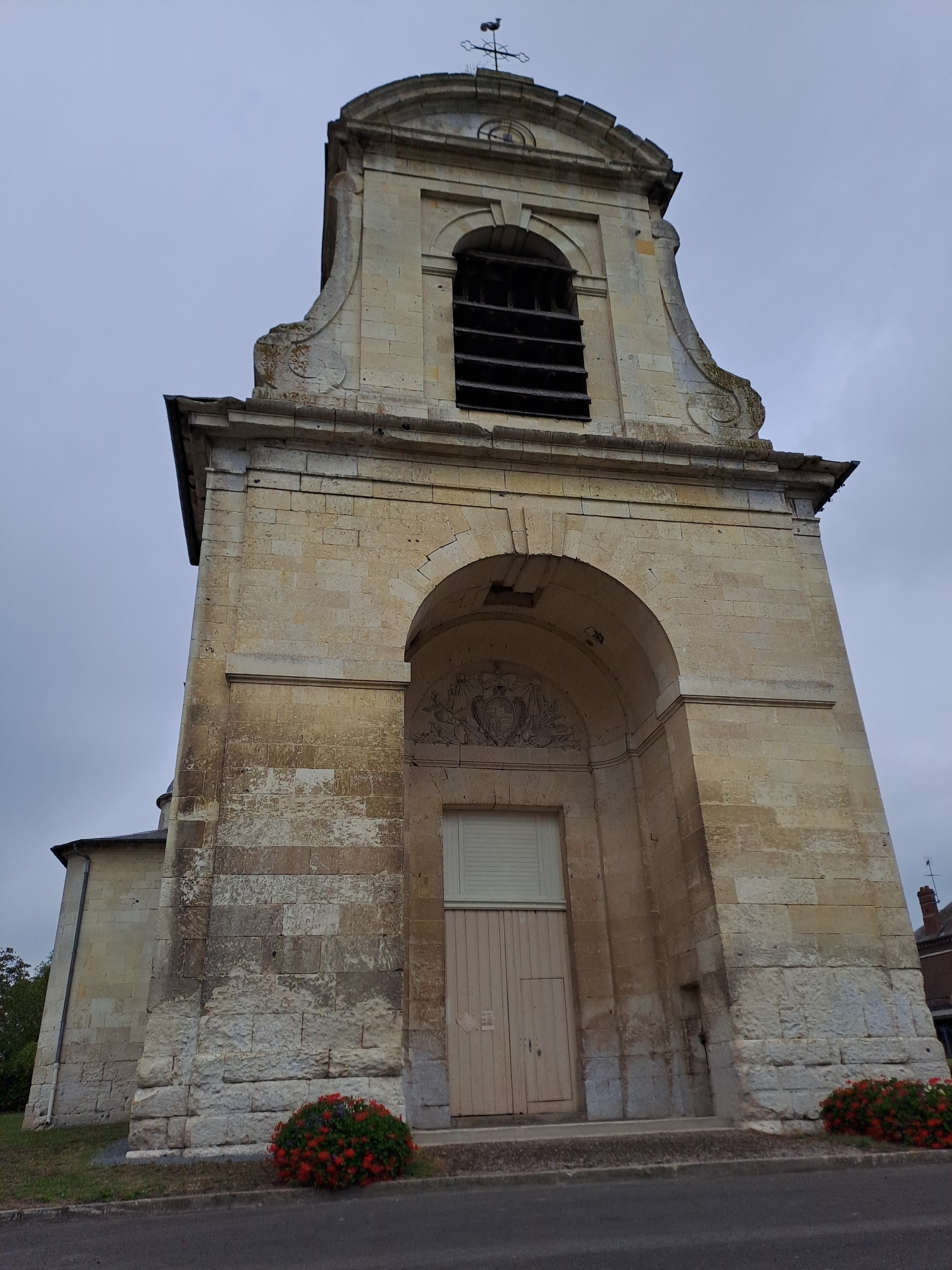
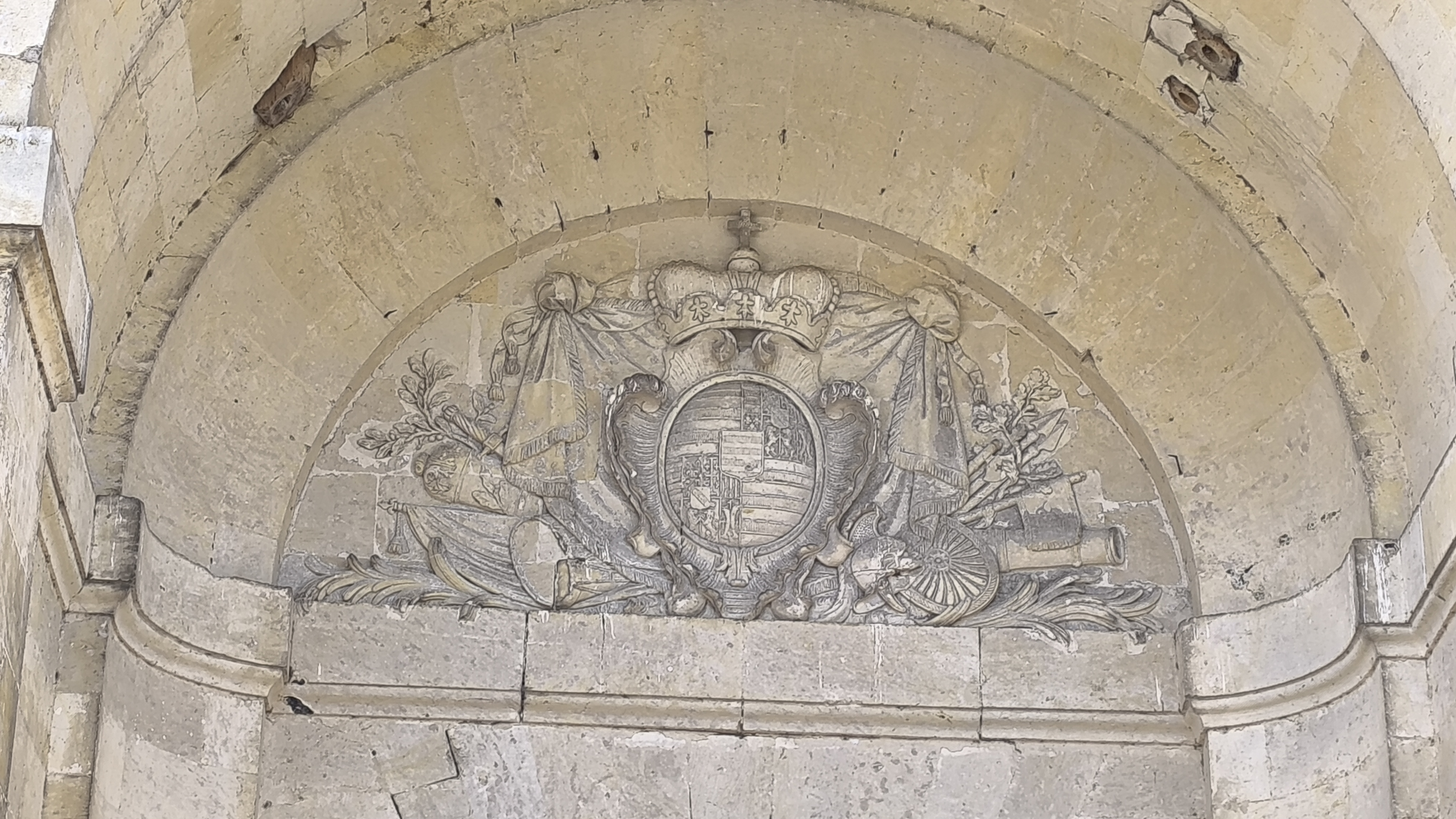
Fronton du porche.
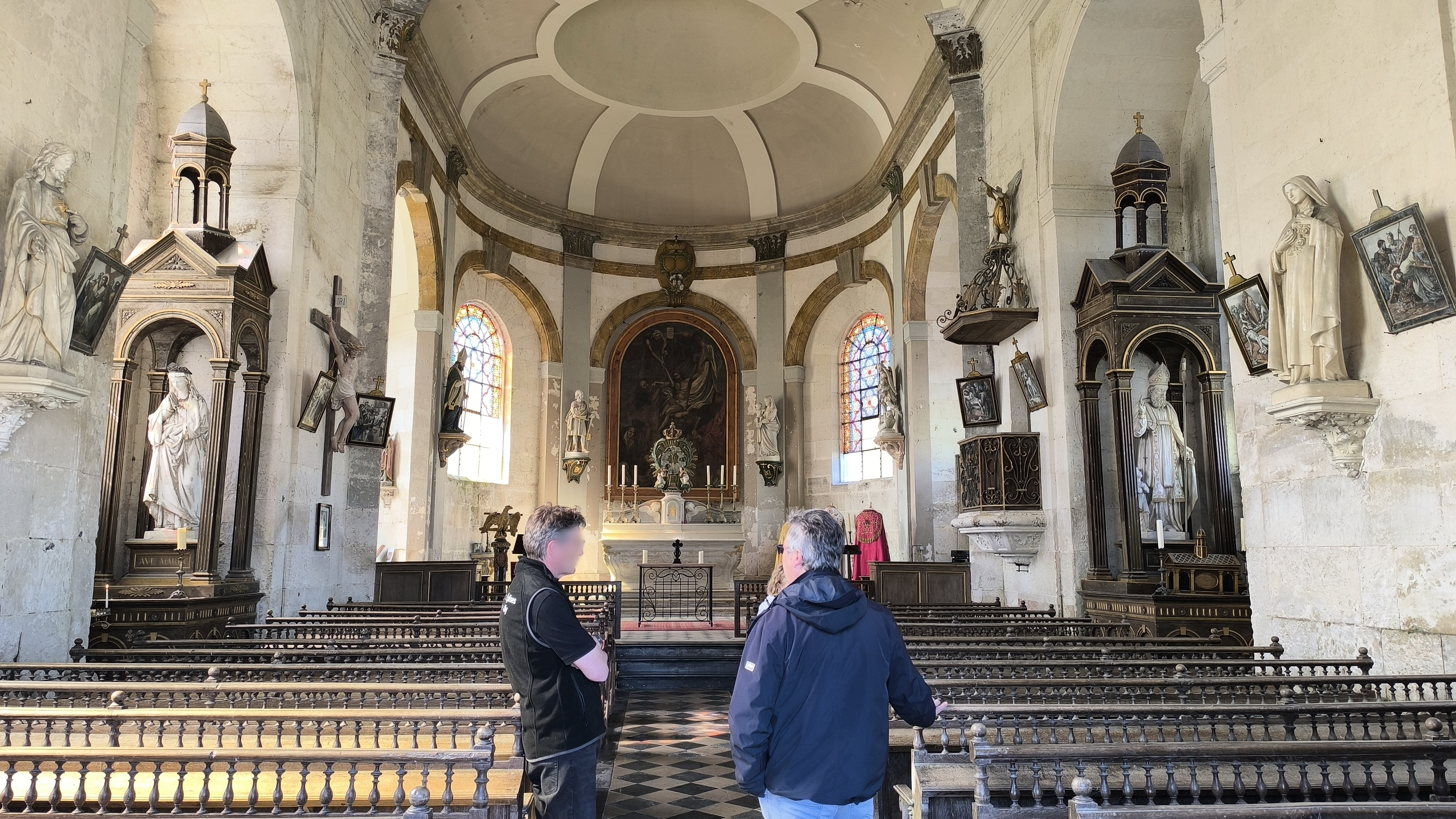
La nef.
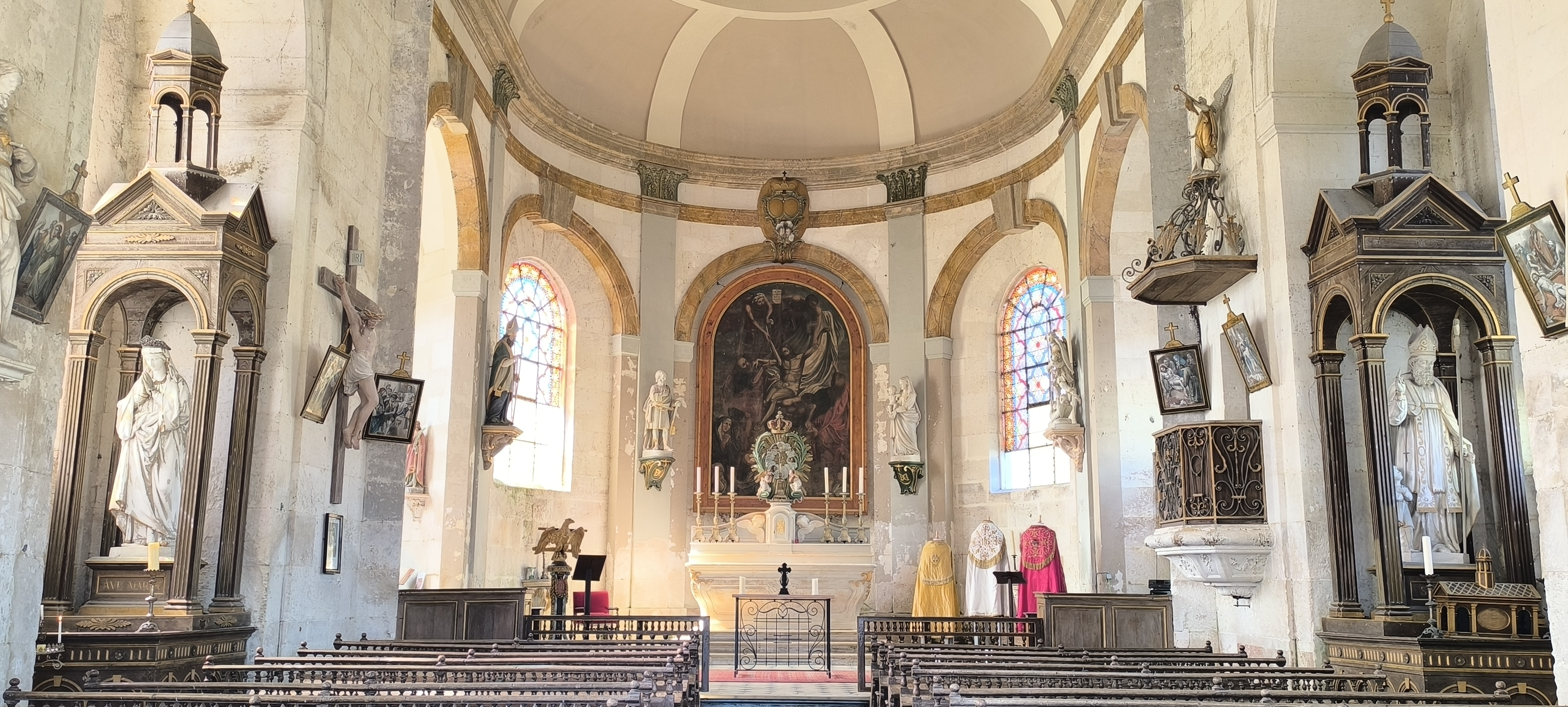
Le chœur.
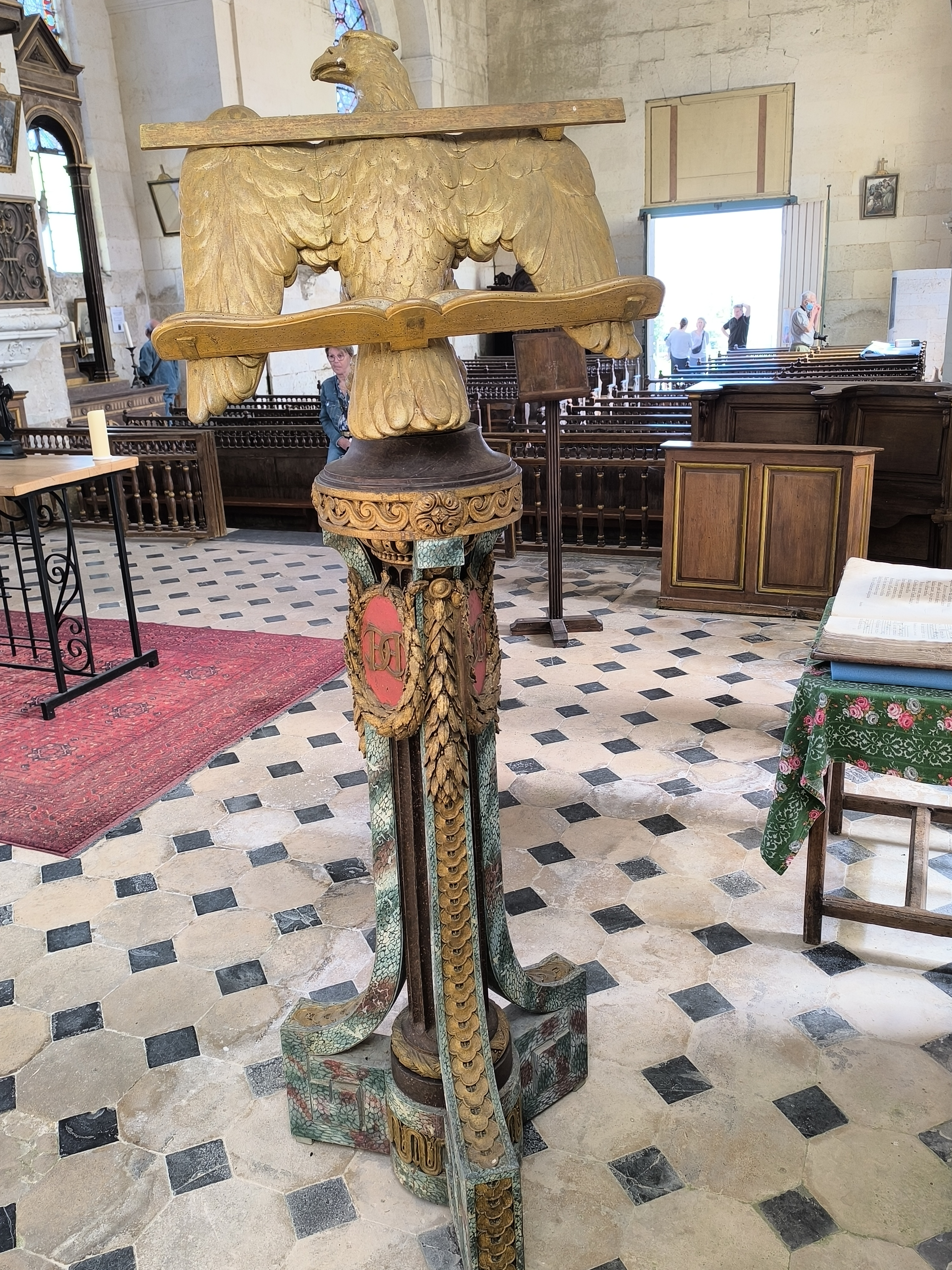
Le lutrin.
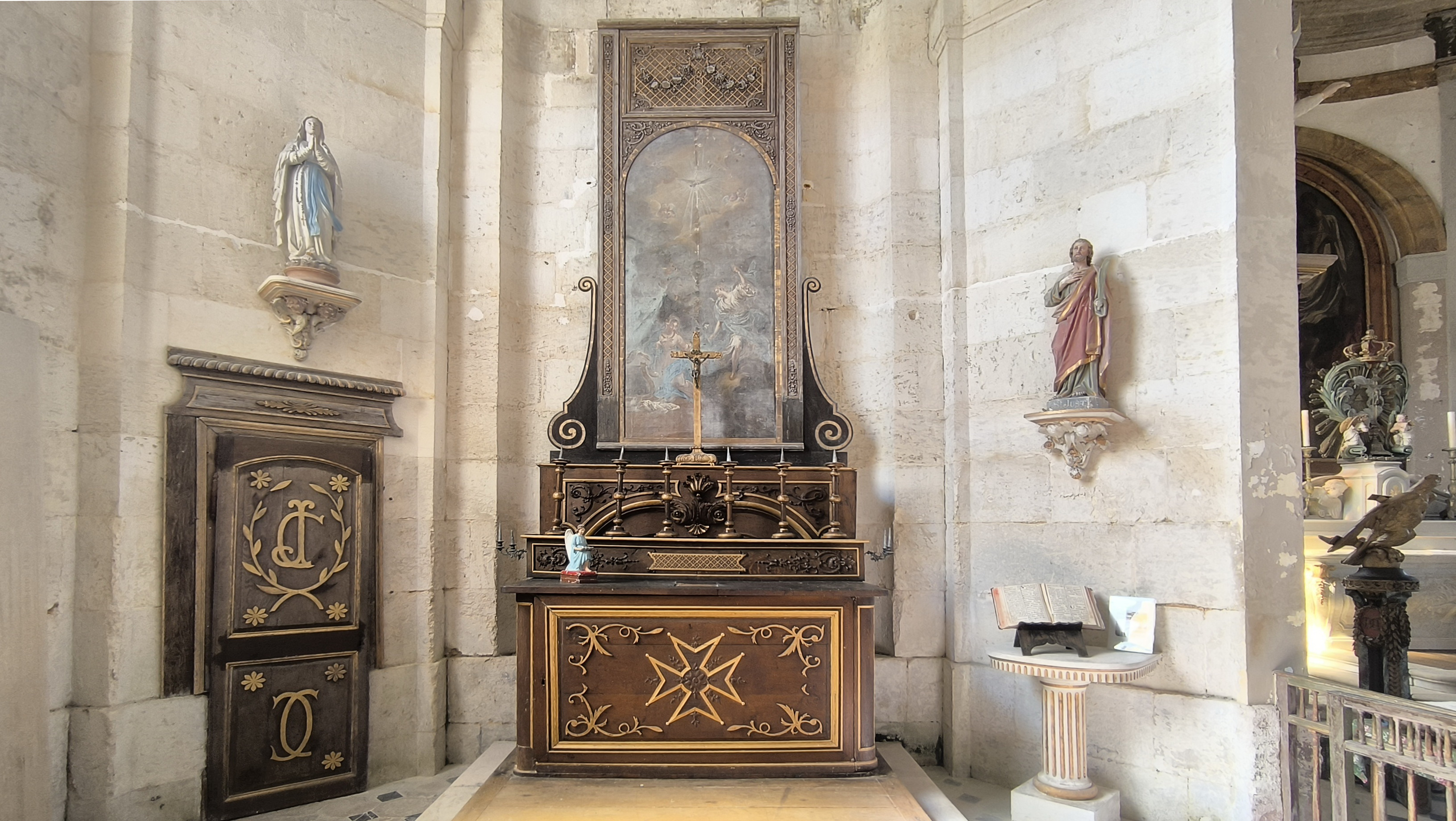
La chapelle seigneuriale.

- Le château de Wailly (Somme)[104],[105],[106]

En contrebas du village, après avoir emprunté une avenue plantée d'arbres, on aborde les restes en brique et en pierre du château de style Louis XIII. Cette demeure appartenait à la Maison de Croÿ d'Havré.
Elle comportait à l'origine, trois corps de bâtiment en forme de « U ». Deux d'entre eux ont été démolis à la suite de la Révolution. Le troisième, seul subsistant, est l'aile droite de l'ancien château, restaurée au XXe siècle, après un incendie.
Il est précédé par les dépendances, construites tout en pierre, au XVIIIe siècle. La dépendance située sur le côté droit de l'entrée est élevée dans un style néo-classique. La partie la plus proche du château est bâtie en forme d'hémicycle, dont la travée centrale est saillante, cantonnée par deux colonnes engagées et surmontée par un fronton triangulaire. Cet hémicycle est prolongé vers l'entrée de la propriété par une suite d'arcades. Cette dépendance est dépourvue de toiture.
Leur intégration dans la verdure en fait un lieu romantique, voire mélancolique. En septembre 1944, le général Montgomery y a établi son quartier général.
La construction du château de Wailly a débuté vers 1640 et s'est poursuivie en 1690 avec l'édification des communs, pour se terminer vers 1785 par les pavillons d'angle et l'hémicycle.
Le château de Wailly, ses communs et ses abords sont classés Monument historique depuis un arrêté du 20 août 1974.

Le château de Wailly
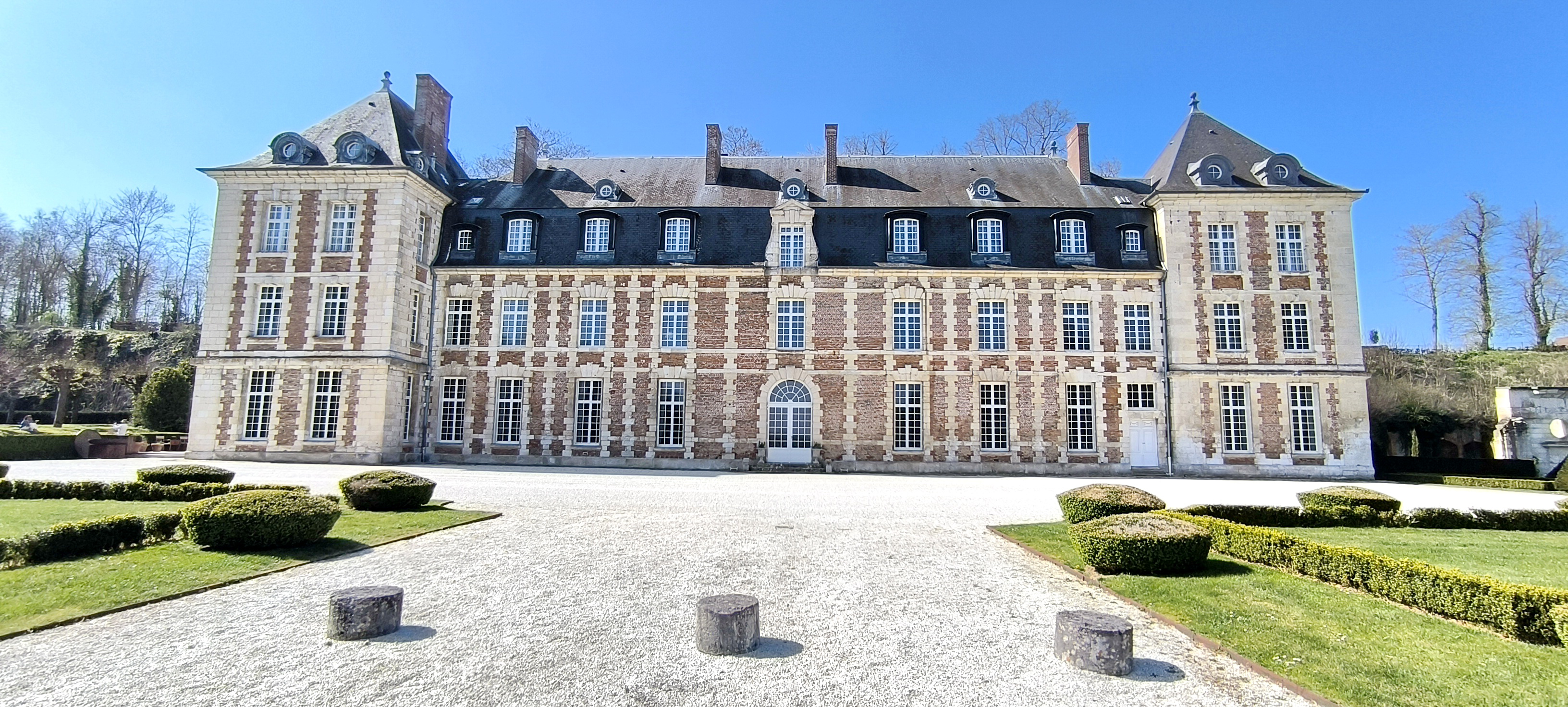
Le château.
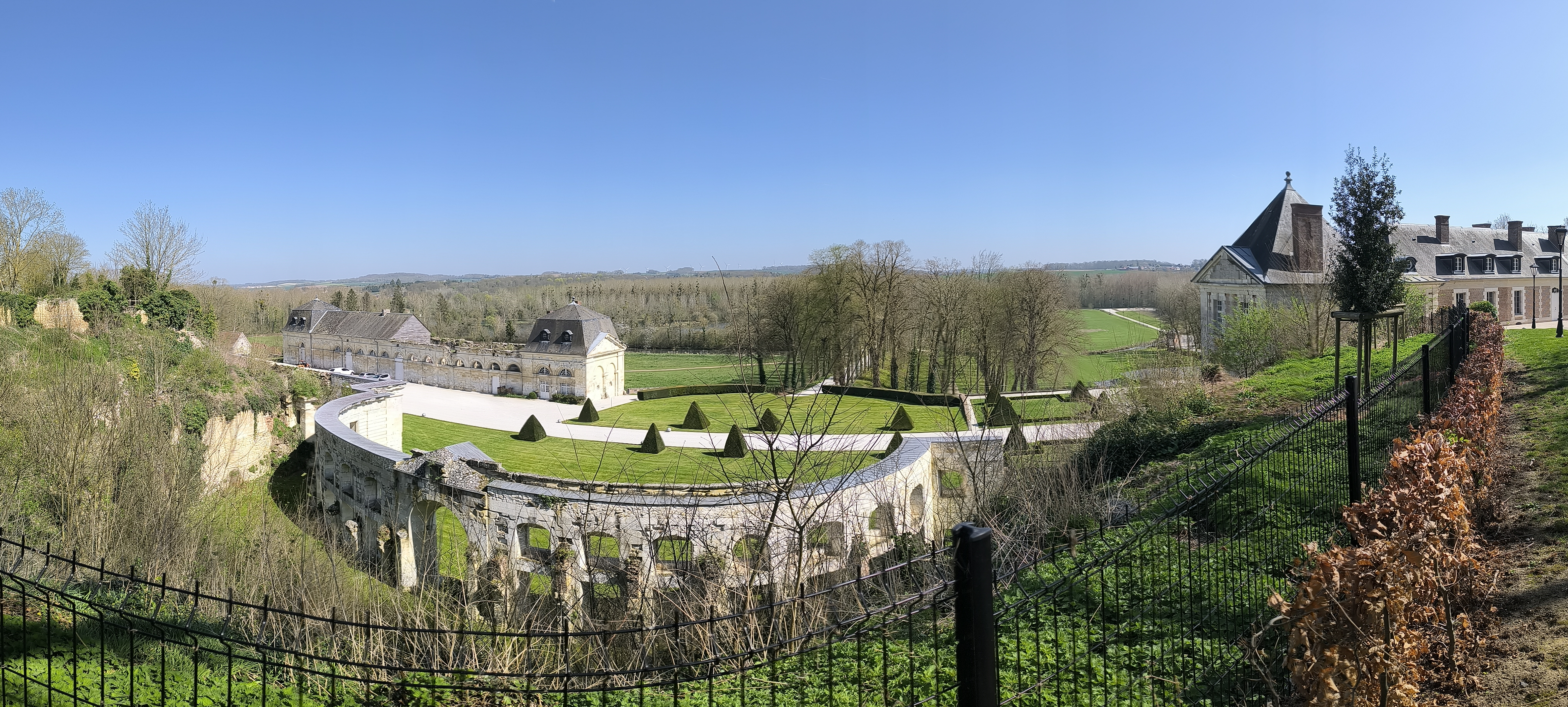
Vue panoramique vers la vallée de la Seille : le château à gauche, l'hémicycle au centre, les communs à gauche.
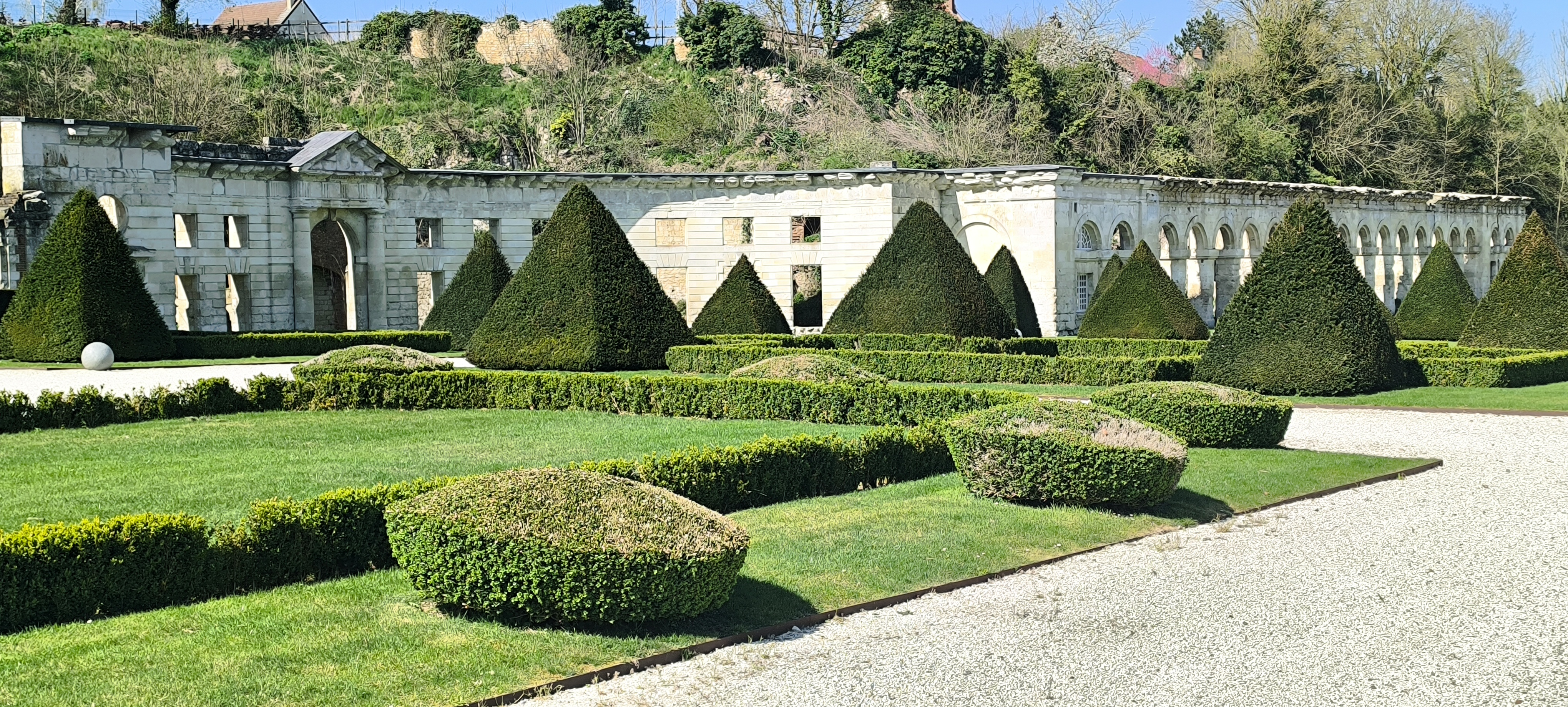
L'hémicycle.
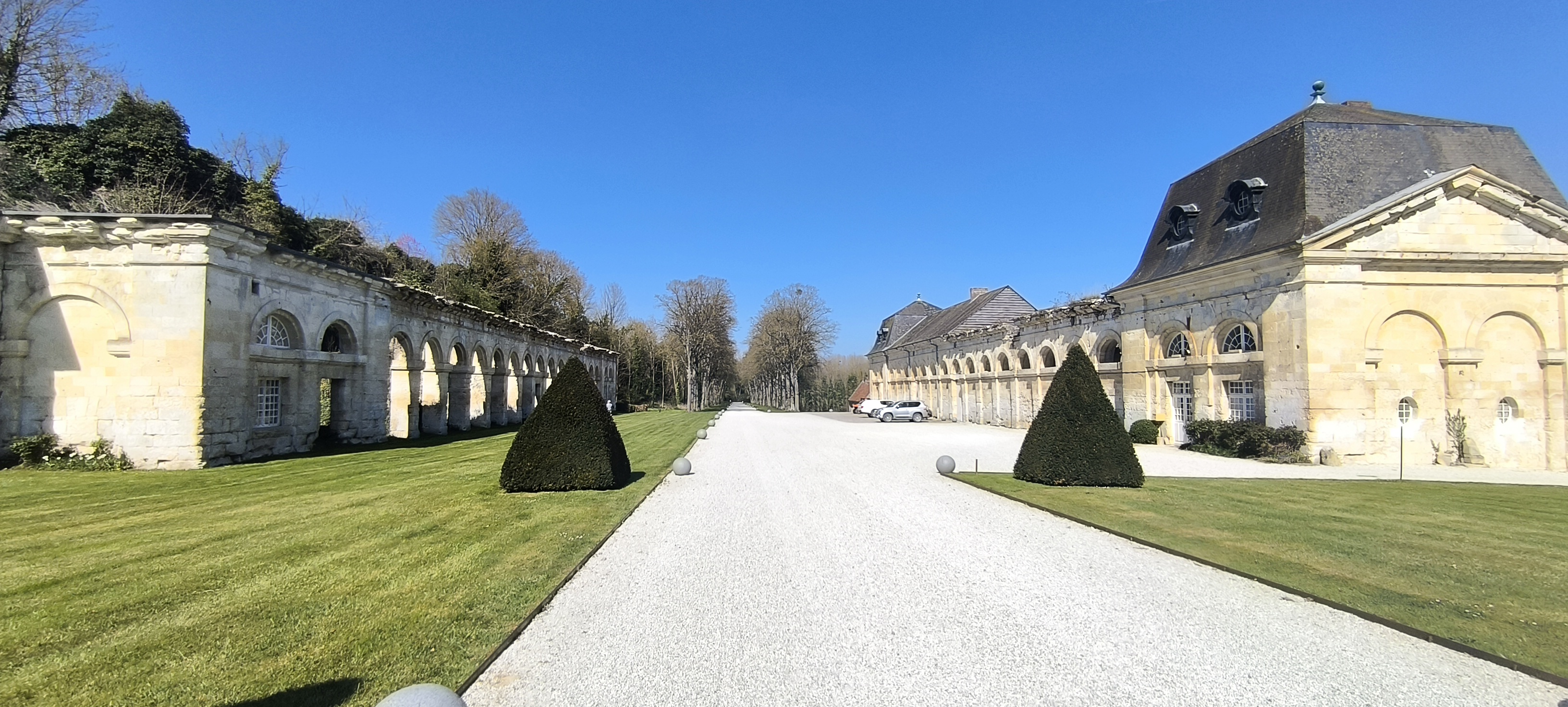
L'hémicycle et les communs.
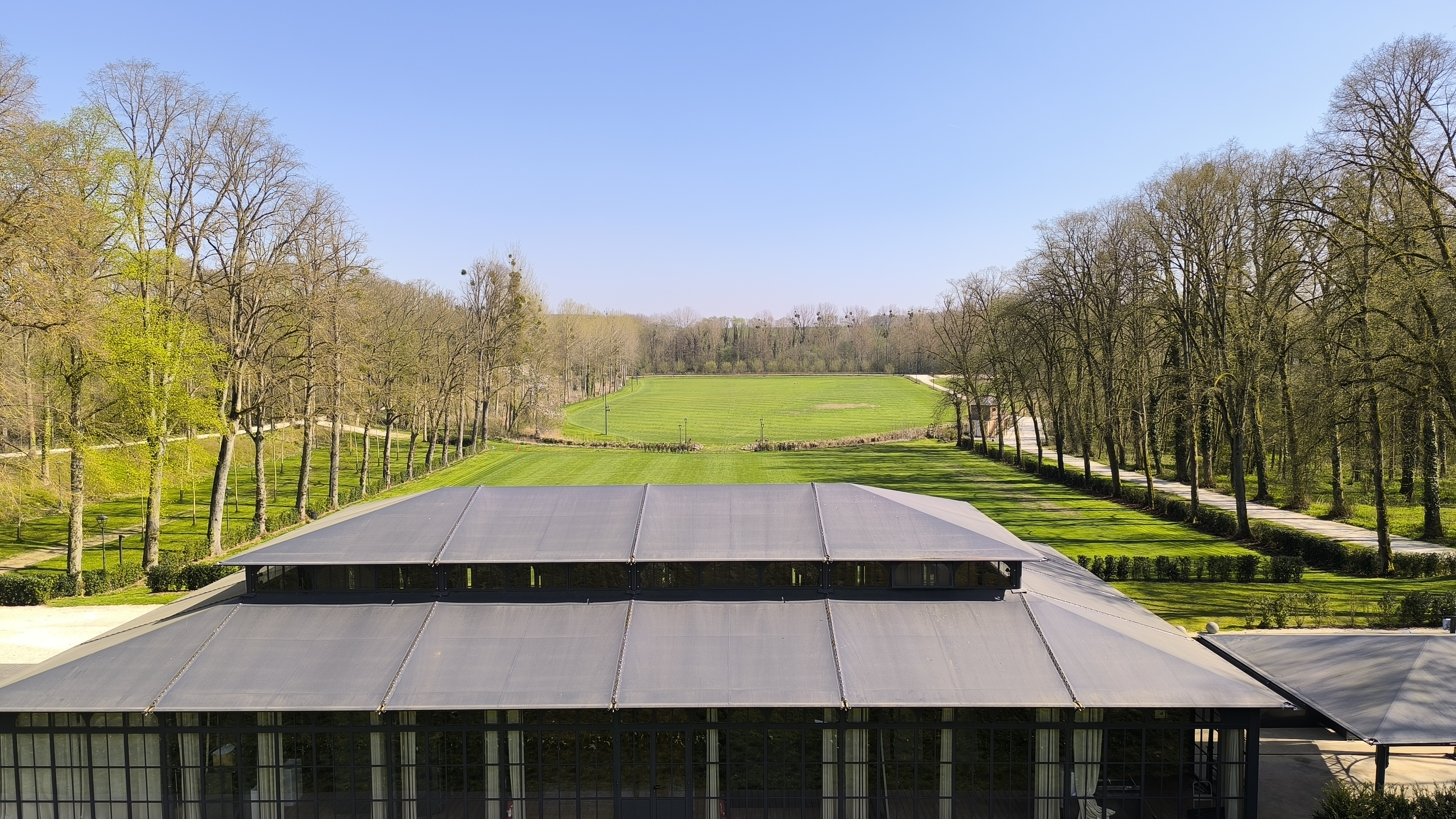
L'orangerie et le parc, vus depuis la terrasse du château.

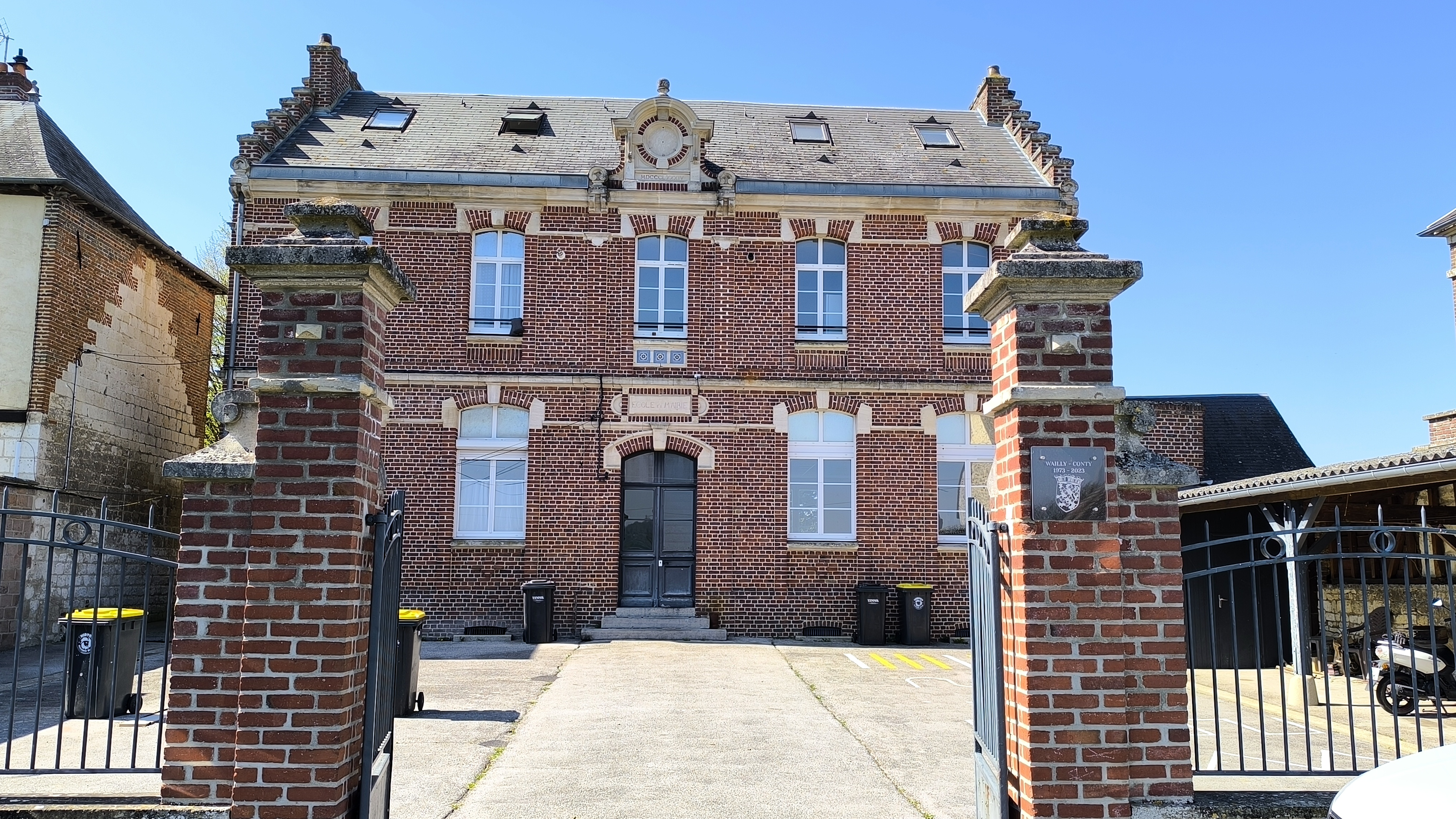
La mairie-école de Wailly.

- Ancienne mairie-école de Wailly

- Château de Luzières

Au hameau de Luzières, situé au sud de Conty, dans un vallon vers Belleuse, se trouve le château de Luzières, datant des années 1770-1793, et ses communs (de 1715). Cet édifice se reflète dans une pièce d'eau, alimentée par les sources d'un lieu-dit les Fontainieux, captées et qui passent sous le cours de la Selle.
Le château, de style néoclassique, est construit en torchis, sur un soubassement en pierres calcaires, et des pignons en briques, comme de nombreuses constructions picardes.
Propriété privée est rénové pour devenir en 2023 un  site ouvert aux fêtes de mariages, aux séminaires d'entreprises ou de formations, comprenant trois chambres d'hôtes
- Chapelle du château de Luzières

Chateau et chapelle seigneuriale de Luzières
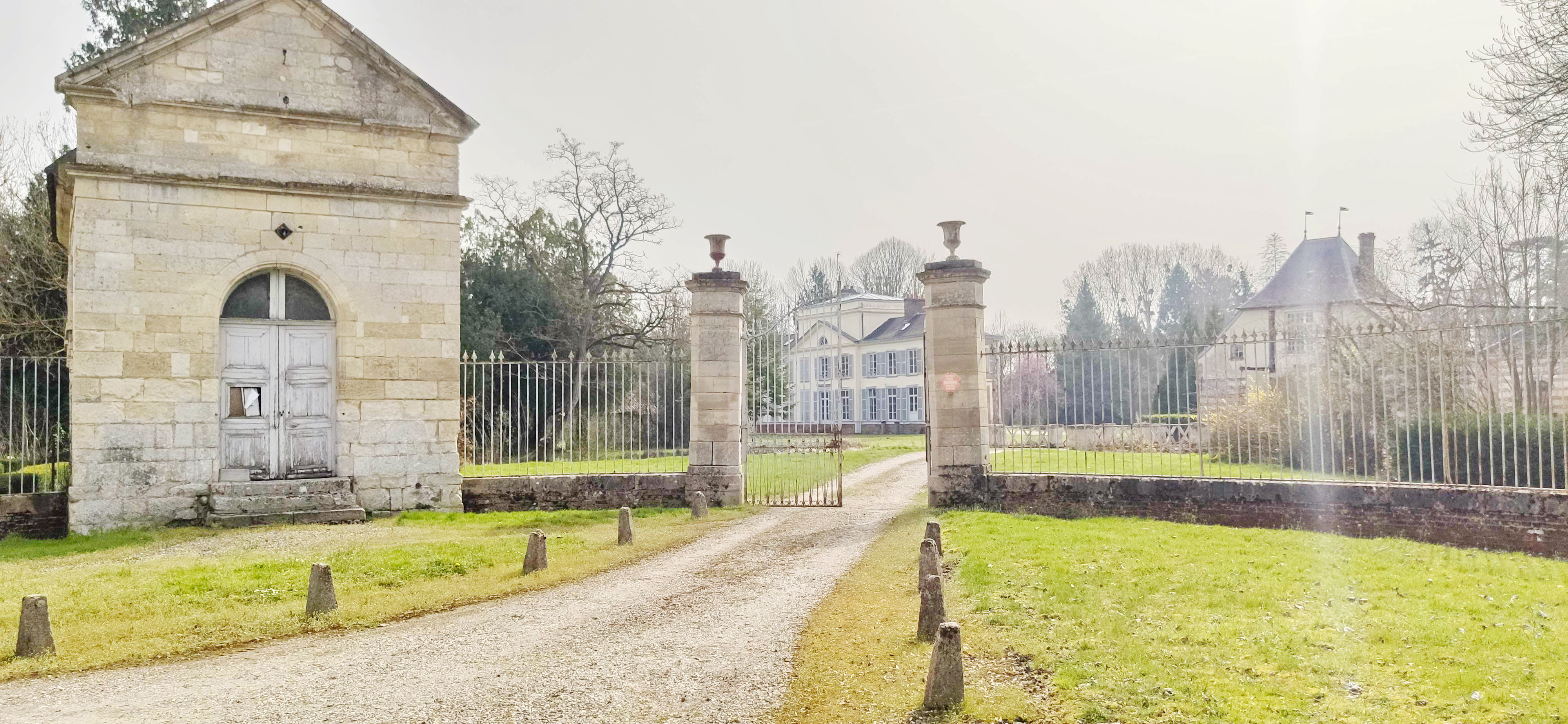
L'entrée du château et la chapelle.
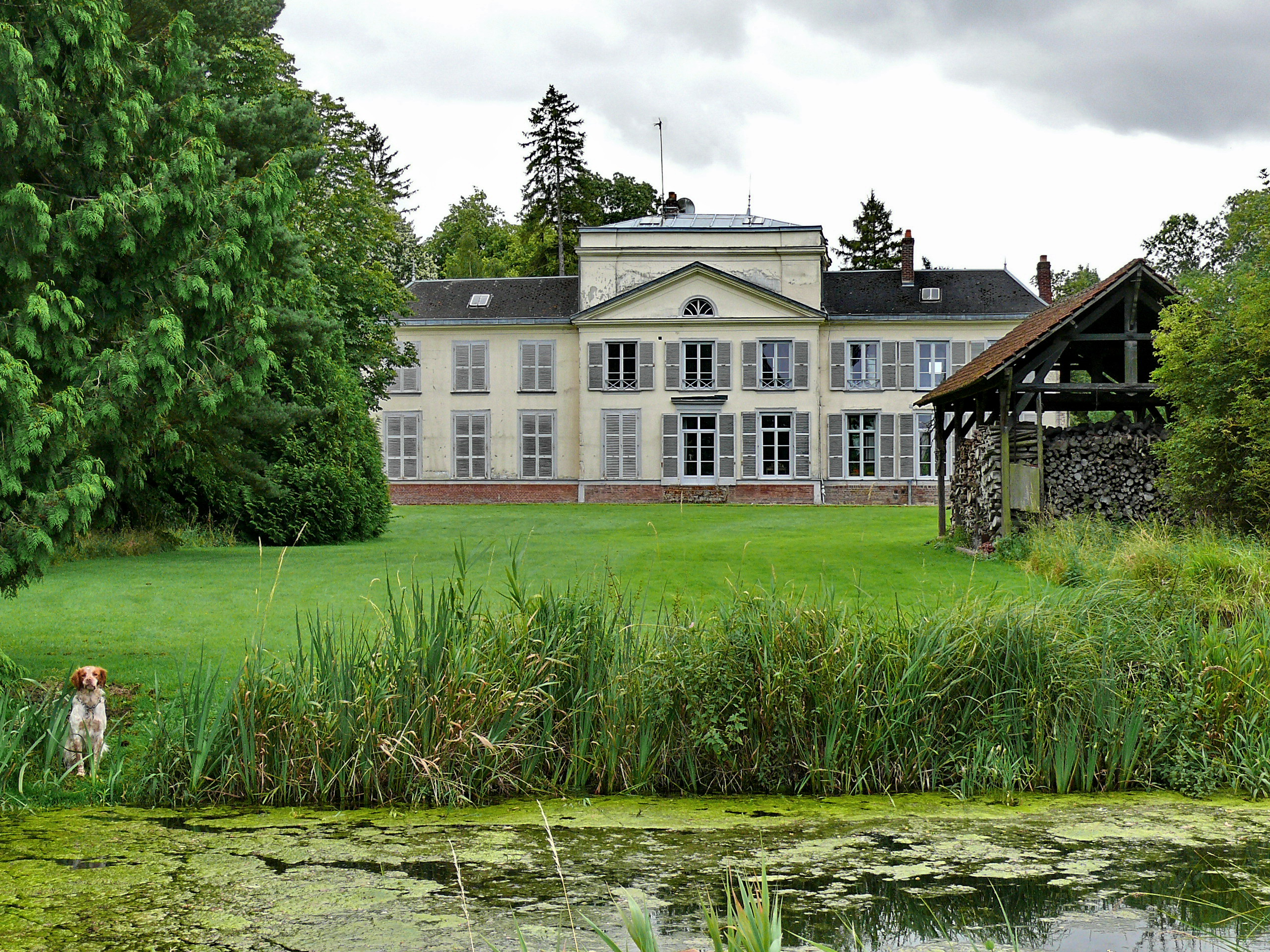
Le château.
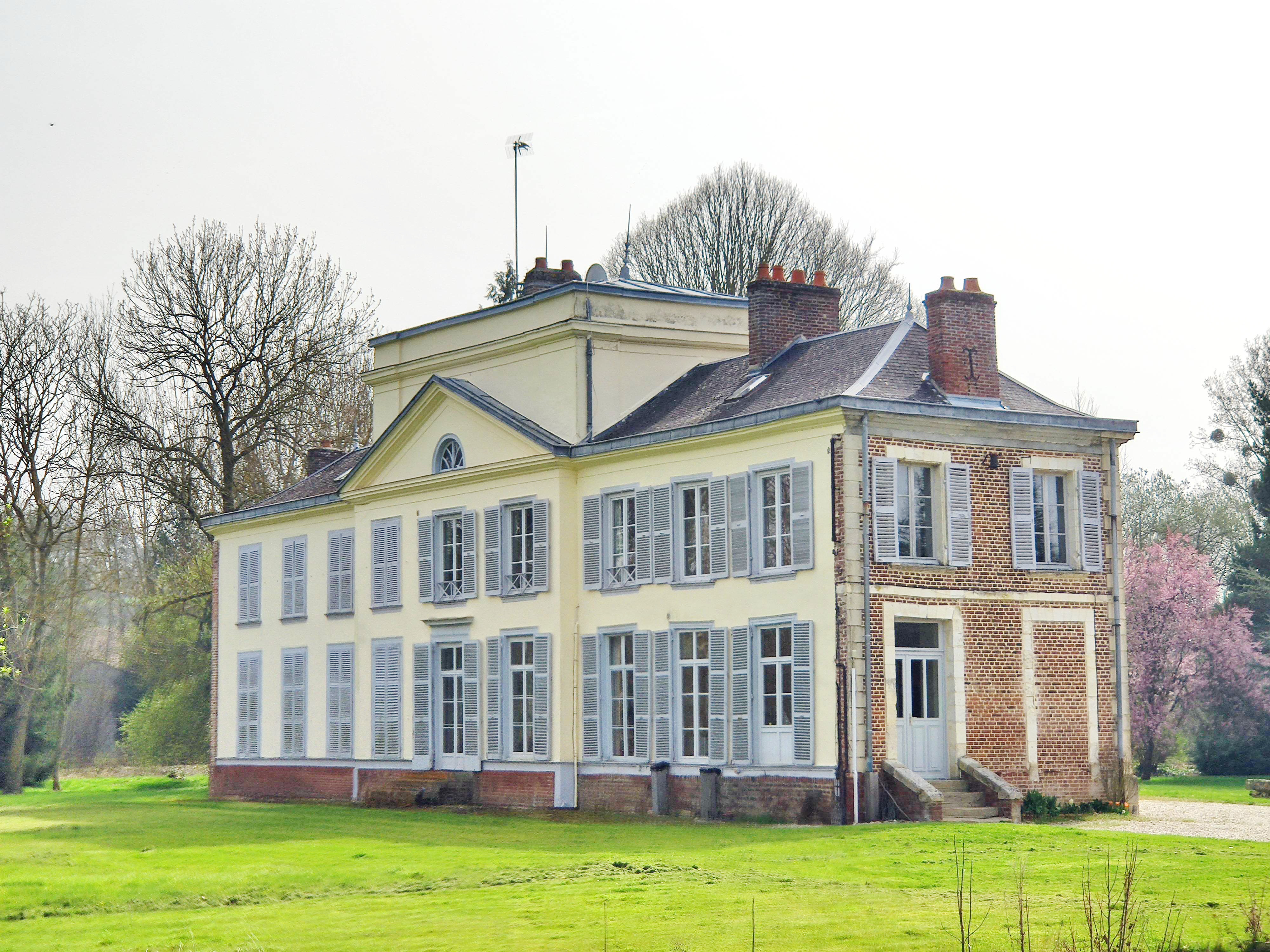
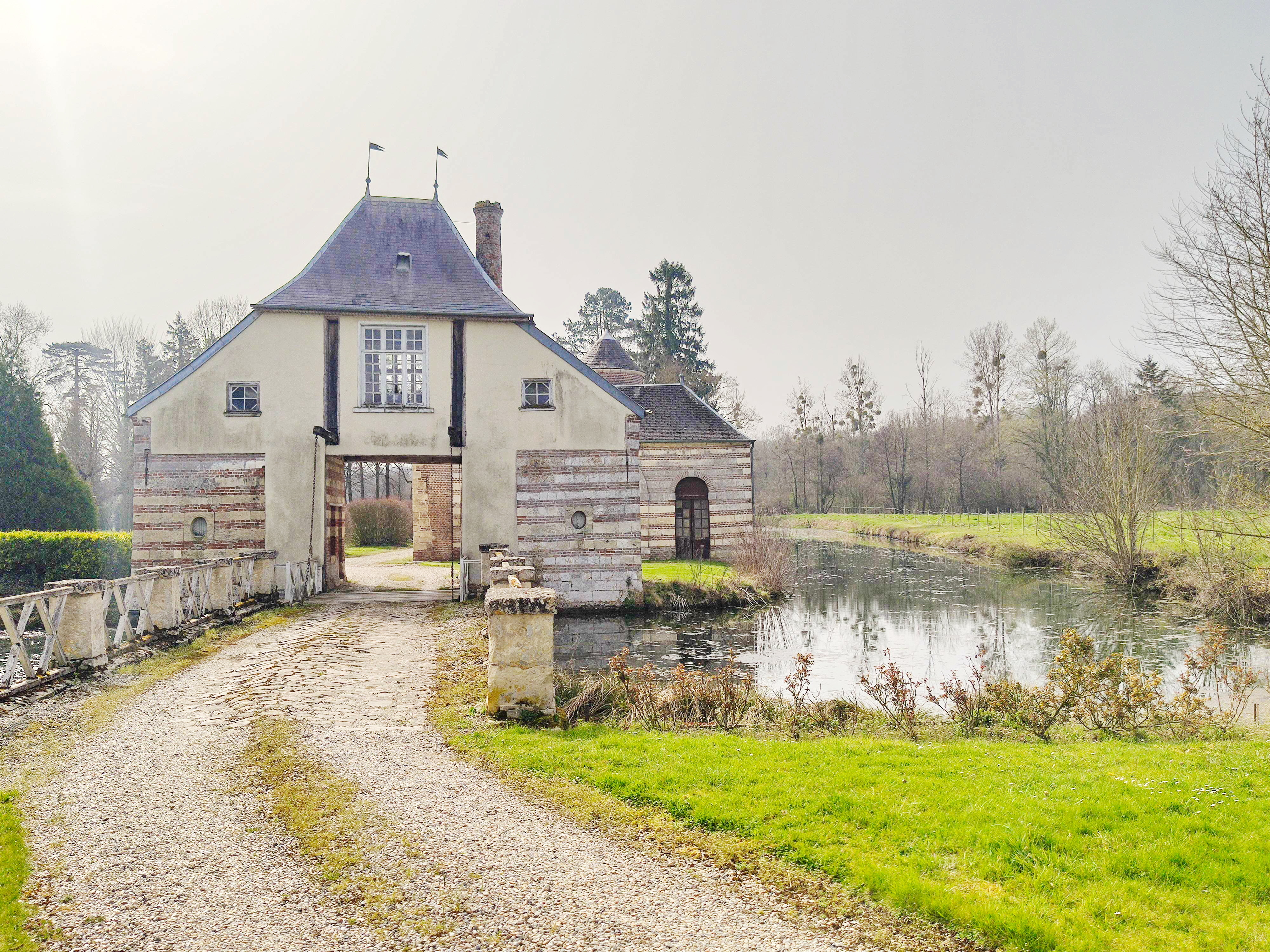
Les communs du château, datant de 1715.
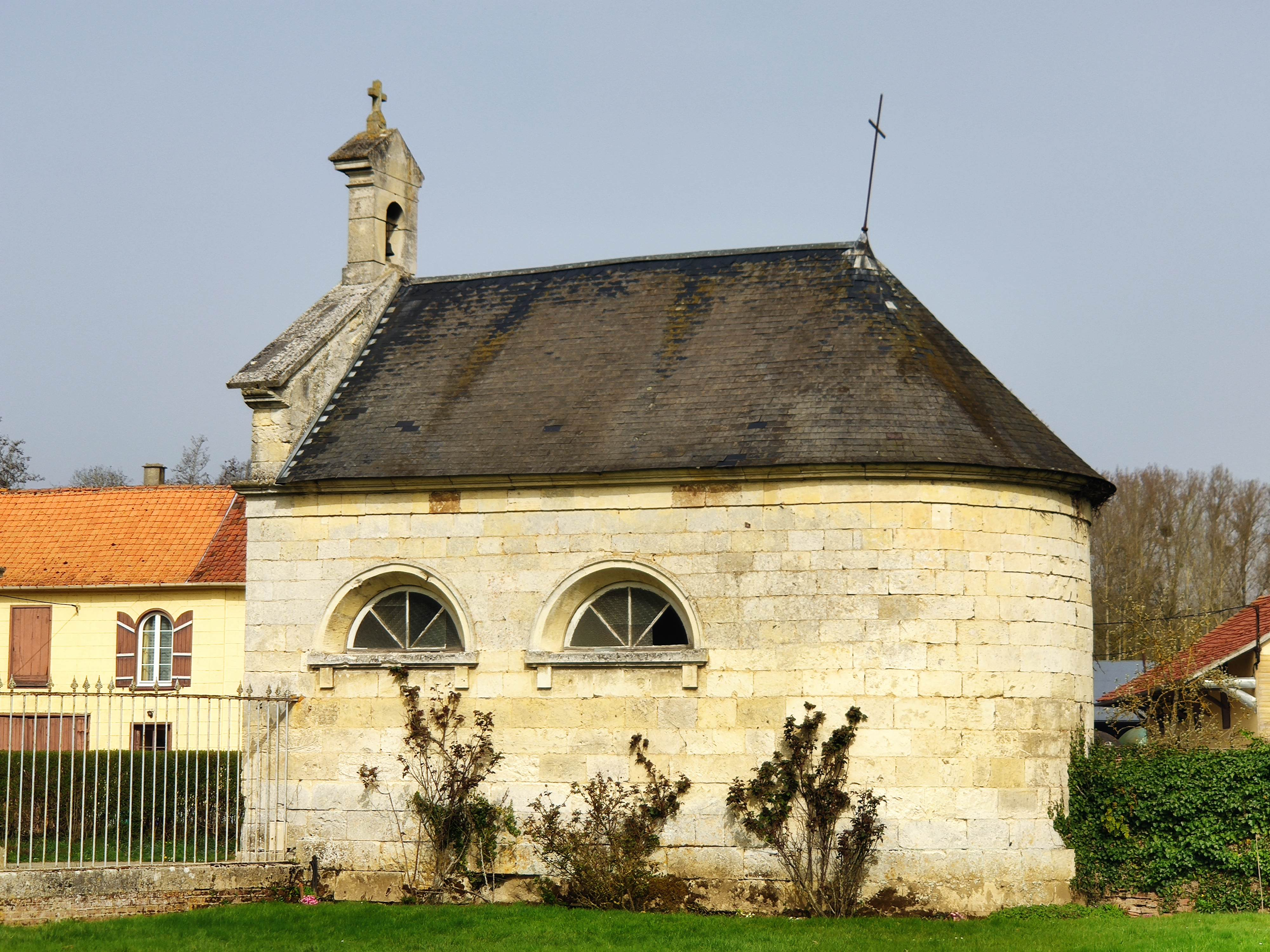
HLa chapelle du château.

- Anciens bâtiments industriels

Des bâtiments rappellent le passé industriel de la ville. On peut noter l'ancienne papeterie puis usine de produits chimiques, 78 rue Catherine-Follet (actuelle usine d'extincteurs) ou l'ancienne papeterie rue Henri-Dunant.

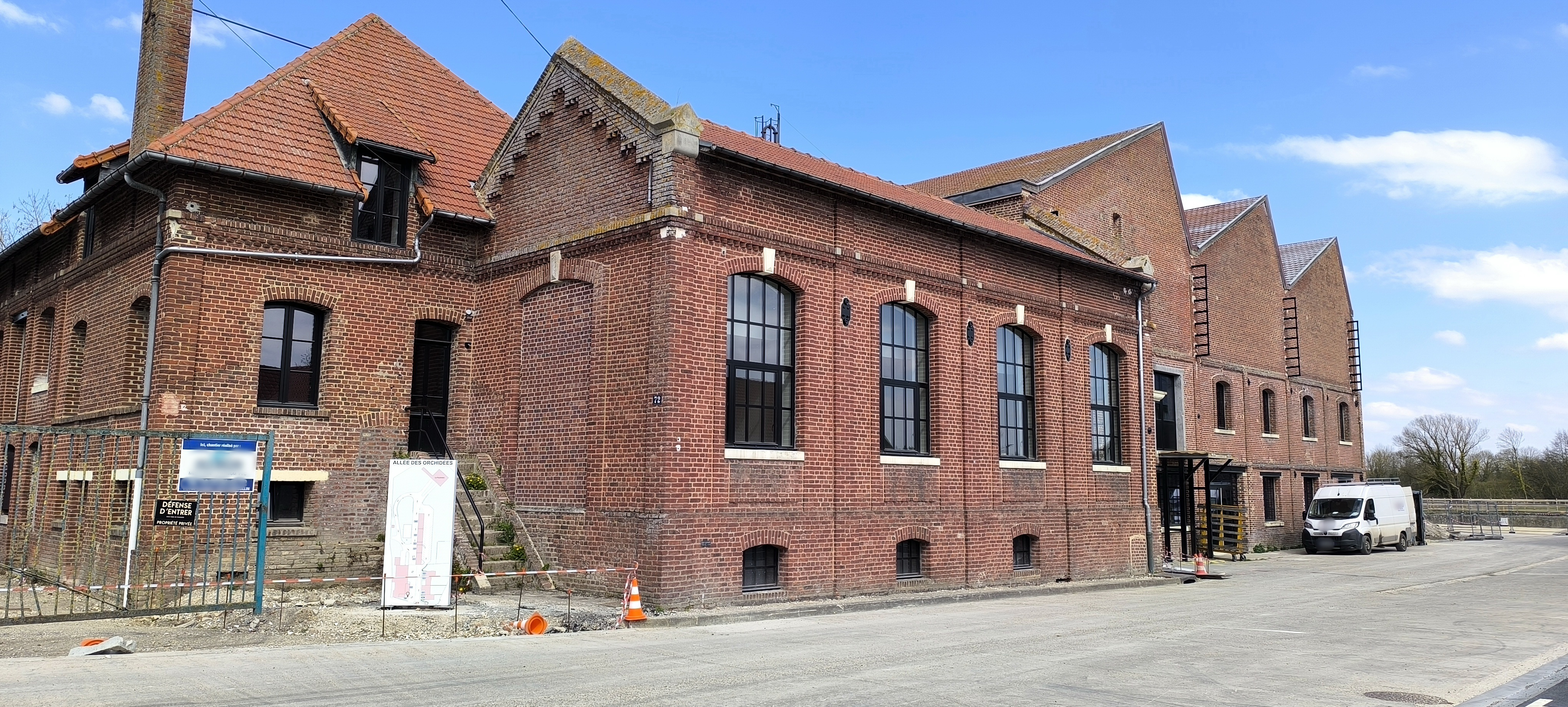
L'ancienne usine Orchidée.
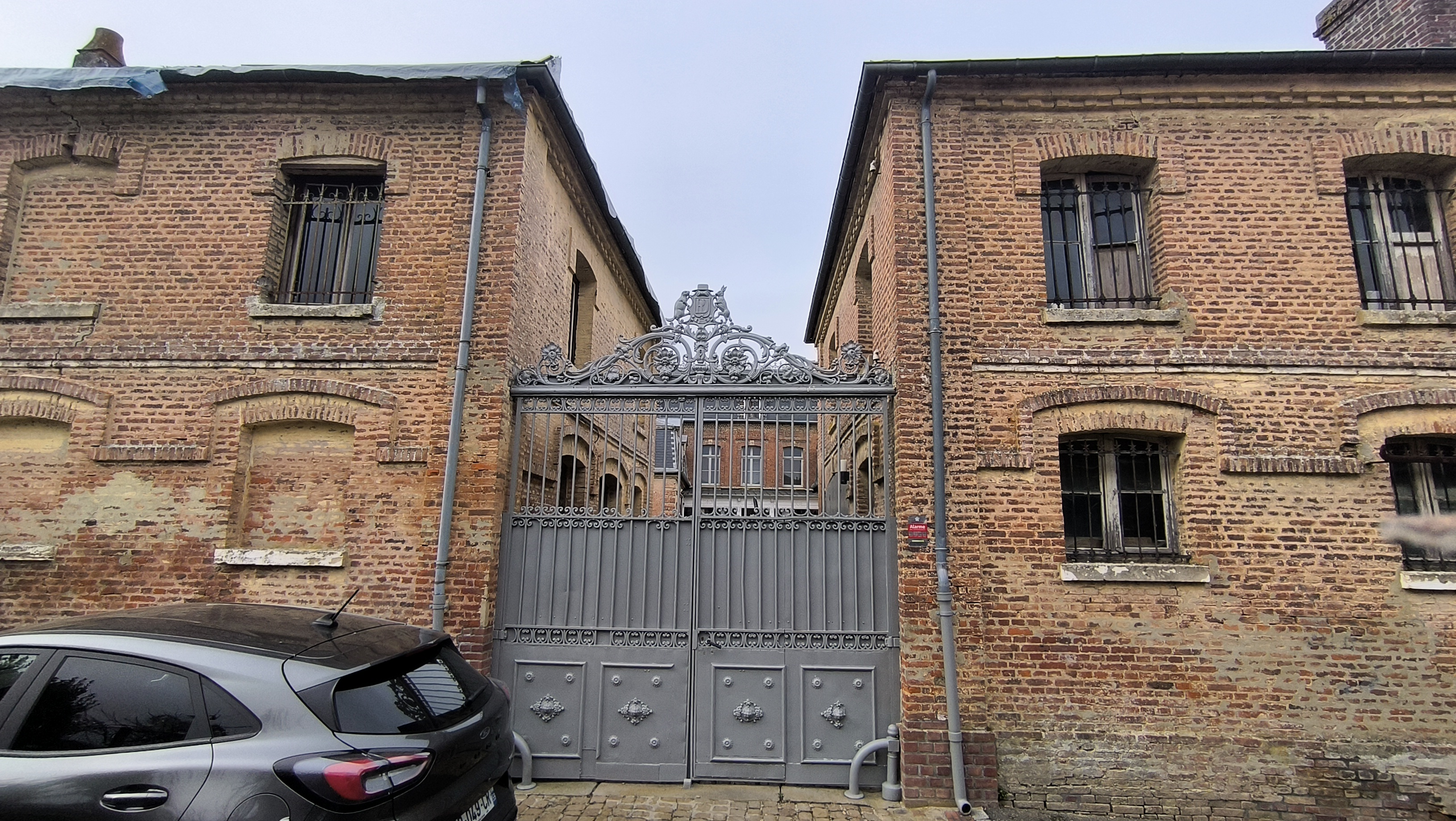
Rue Pecqueraine.
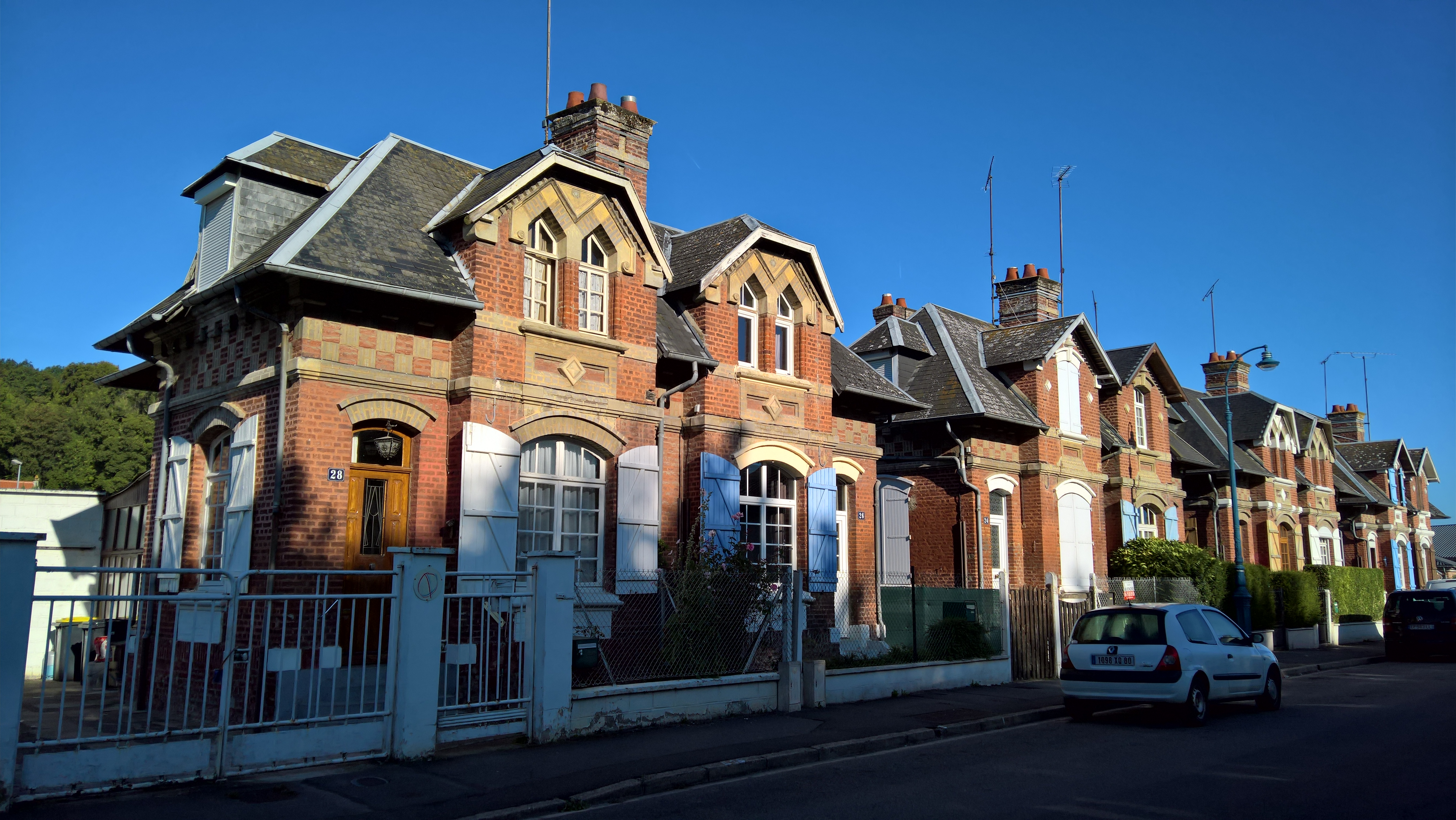
Le quartier anglais.

- La coulée verte

La coulée verte est un chemin de promenade qui emprunte l'emprise d'une ancienne ligne de chemin de fer, qui reliait Beauvais à Amiens. Sur dix-sept kilomètres, elle relie le long de la vallée de la Selle Crèvecœur-le-Grand à Bacouel-sur-Selle. Elle est l'origine de 156 km de sentiers et offre de nombreuses possibilités de randonnées agréables accessibles aux marcheurs, aux vététistes et aux cavaliers.
L'un des deux chemins de Compostelle d'Amiens passe par la Coulée verte.
- Zone de loisirs de la Selle

Des gravières ont été exploitées de 1970 à 1976 dans la vallée de la Selle, au nord de Conty. À la fin de cette exploitation sont créées à l'emplacement des carrières quatre grands étangs alimentés par des sources naturelles et des bras de la rivière, qui sont rapidement appropriés par des pêcheurs. La commune crée à proximité un camping municipal et une base de loisirs gérée par l'UFOLEP, avec baignade, pédalo et canoë-kayak. Un boulodrome, un terrain de tennis sont ensuite créés. Ces activités cessent progressivement à la suite de dégradations et en raison de l'éloignement du village. La création en 1995 de l'association Lœuilly canoë-Kayak permet de réinvestir le site et d'obtenir des résultats sportifs de plus en plus honorables et de créer des animations festives ponctuelles, telles que le Trail du gros chêne ou la fête de la Coulée verte.
La ville engage en 2008 l'aménagement d'un espace de 2 ha le long de la Selle et de la Coulée Verte, derrière l'ancienne gendarmerie.

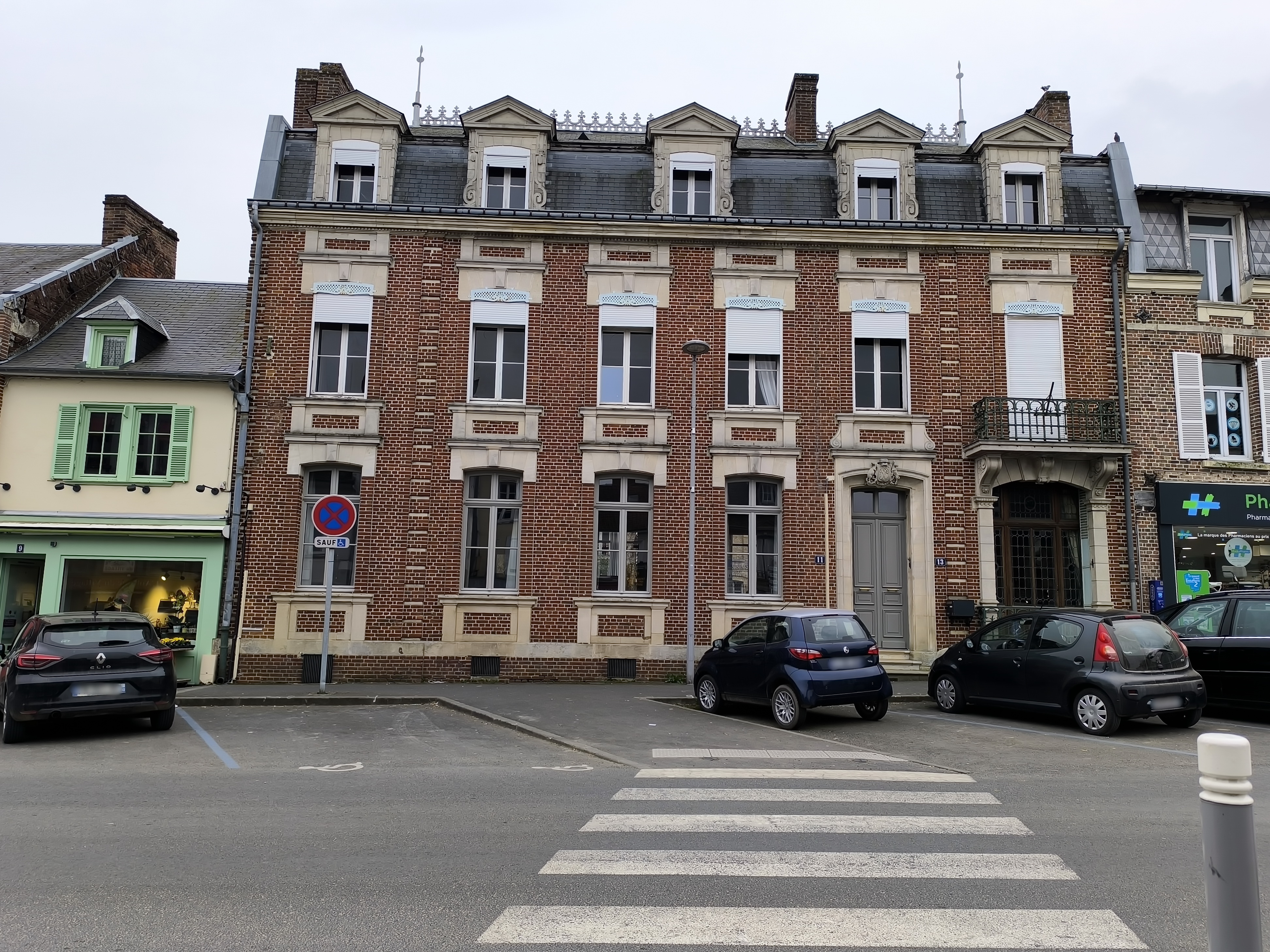
Maison de maître, place du Général Leclerc.
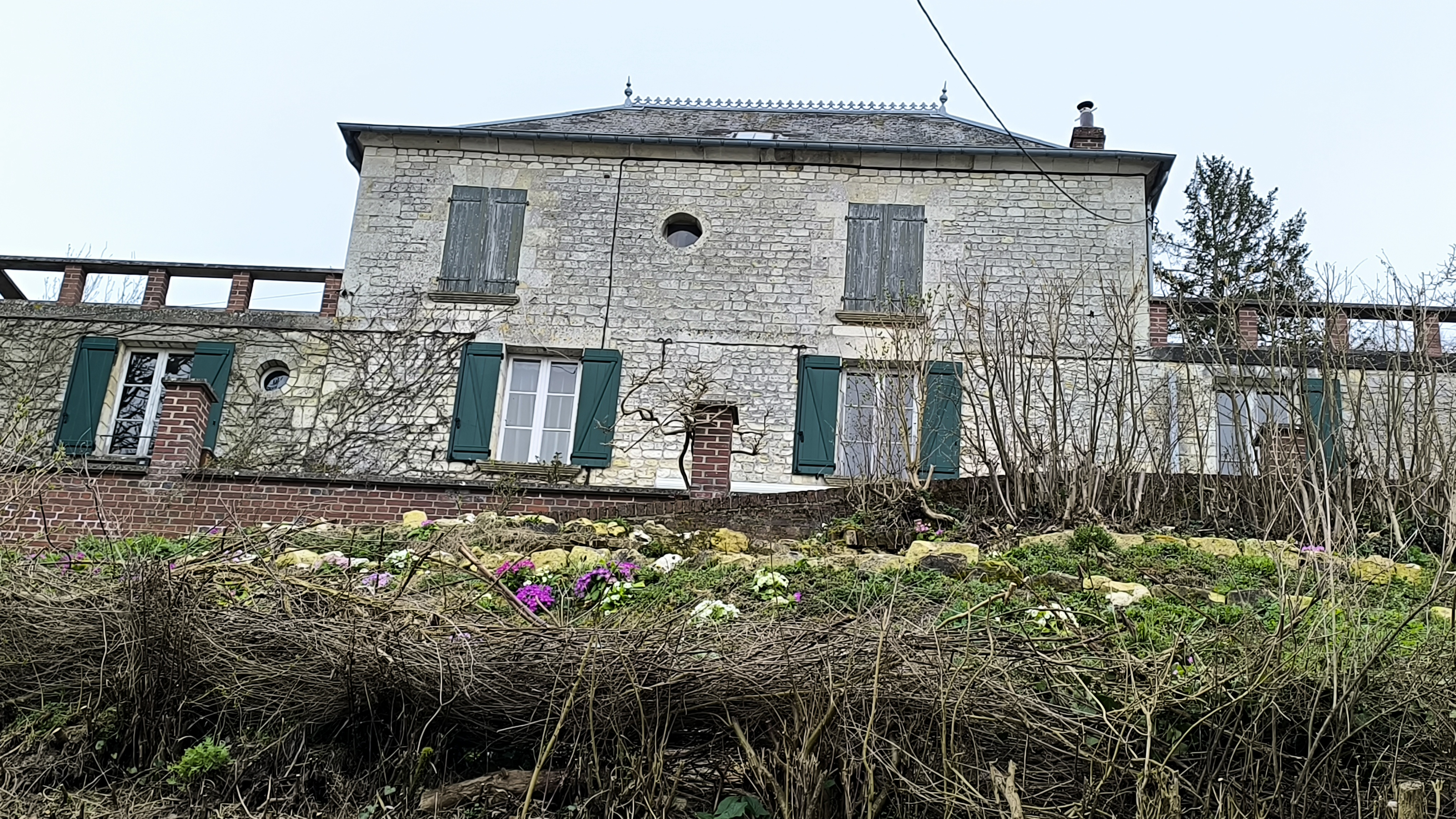
Maison bourgeoise, au sommet de la butte castrale.

### Légendes liées à la commune
M. A. Gabriel Rembault relate en 1835 la légende suivante concernant la fontaine Saint-Antoine, située en contrebas de l'église : 

« Il y avait autrefois dans les eaux de la fontaine, plusieurs belles truites, parmi lesquelles une seule, de taille gigantesque, longue, dit-on, de vingt-sept pouces depuis la tête jusqu'à la queue, s'appelait Antoinette, du nom du patron. Les bons habitants de Conty en raffolaient, il suffisait qu'ils claquassent des mains pour que la truite amie et familière vint se montrer à la surface de l'eau où elle faisait liesse avec le pain qu'on lui jetait
Hélas ! voilà que par un jour maudit, des mécréans sans respect aucun pour Antoinette, des soldats enfin, virent la truite, admirèrent ses proportions et, la trouvant assez saumonée, conspirèrent sa perte en jurant de	... la manger.

Bref, ils la tuèrent d'un coup de fusil !
Aussitôt clameurs de se faire entendre, désolation dans le pays, pleurs des habitants, cris, indignation, regrets inutiles, la truite bien-aimée n'est plus !!!
On assure que les bourgeois s'abordaient tristement dans les rues de Conty , la larme en se disant les uns aux autres la fatale nouvelle... Antoinette n'est plus, elle vient d'être fusillée, pleurons !... Et pendant ce temps, les assassins, sans nul remords, la faisaient cuire, et disaient : ...mangeons !
Mais le ciel en courroux ne voulut pas qu'ils profitassent de leur crime et admirez ! à peine eurent-ils mis la truite fusillée dans la poële qu'aussitôt, par un saut de carpe bien combiné, Antoinette s'envola par la cheminée sans que jamais depuis on en ait pu retrouver trace.

Toujours est-il que les soldats furent chassés de Conty, et que la communauté des habitants émit le vœu de conserver au moins la figure d'Antoinette. Ce vœu fut accueilli avec enthousiasme : on applaudit, on envoya chercher un sculpteur renommé, lequel pour conserver à la postérité la mémoire de la truite colossale, la représenta en bon et beau relief sur le mur extérieur de la trésorerie de l'église, près le grand portail , où on la voyait encore il y a quelques années, avant la démolition récente de ladite trésorerie..
Tout cela, selon la chronique, s'est passé au siècle dernier »

.

### Personnalités liées à la commune
- La seigneurie de Conty a donné son nom aux princes de Conti, branche cadette des Bourbon-Condé. François de Bourbon, prince de Conti, propriétaire du château, était le cousin du roi Henri IV.
- Loys de Robersart, mort en 1430 à Conty, prend part côté anglais à la guerre de Cent Ans. En 1415, il participe à la Bataille d'Azincourt comme porte-drapeau anglais.
- Évrard de Conty (?-1405) fut le médecin du roi Charles V dit « Le Sage » (règne de 1368 à 1380). Il est l'auteur d'ouvrages qui, comme Le Livre des Problémes, commentaire d'Aristote, ou comme Les Echecs amoureux, long poème allégorique, marquent l'histoire littéraire du Moyen Âge.
- Thierry Dobelle (né en 1965), footballeur et entraîneur français, est originaire de Conty.

### Héraldique
| Blason de Conty | Blason  | D'or au lion de gueules, aux trois bandes alésées de vair brochant sur le tout. Ornements extérieursCouronne murale : trois tours Décorations : Croix de guerre 1939-1945. |
| Blason de Conty | Détails | La commune a repris le blason de la famille De Conty. Utilisé par la commune, le statut officiel reste à déterminer.                                                       |